# Campanile de Saint-Marc
Le campanile de Saint-Marc de Venise est une tour campanaire, de 98,6 mètres de haut, qui se trouve isolée sur un côté de la place Saint-Marc, près de la façade de la basilique Saint-Marc dont elle est le clocher. Il a été construit dans un premier temps entre les IXe et XIIe siècles, puis il a connu quelques modifications dans sa partie haute et à son pied dans les périodes suivantes, pour aboutir à sa forme actuelle au XVIe siècle, mêlant ainsi l'architecture romane en brique typique du nord de l'Italie avec le style Renaissance. Cependant il s’effondre entièrement le 14 juillet 1902 à 9 h 53. Il a ensuite été scrupuleusement reconstruit à l'identique à partir de 1903. L'édifice actuel a été inauguré en 1912. Surnommé autrefois El parón de casa, il servait de tour de garde.

## Architecture

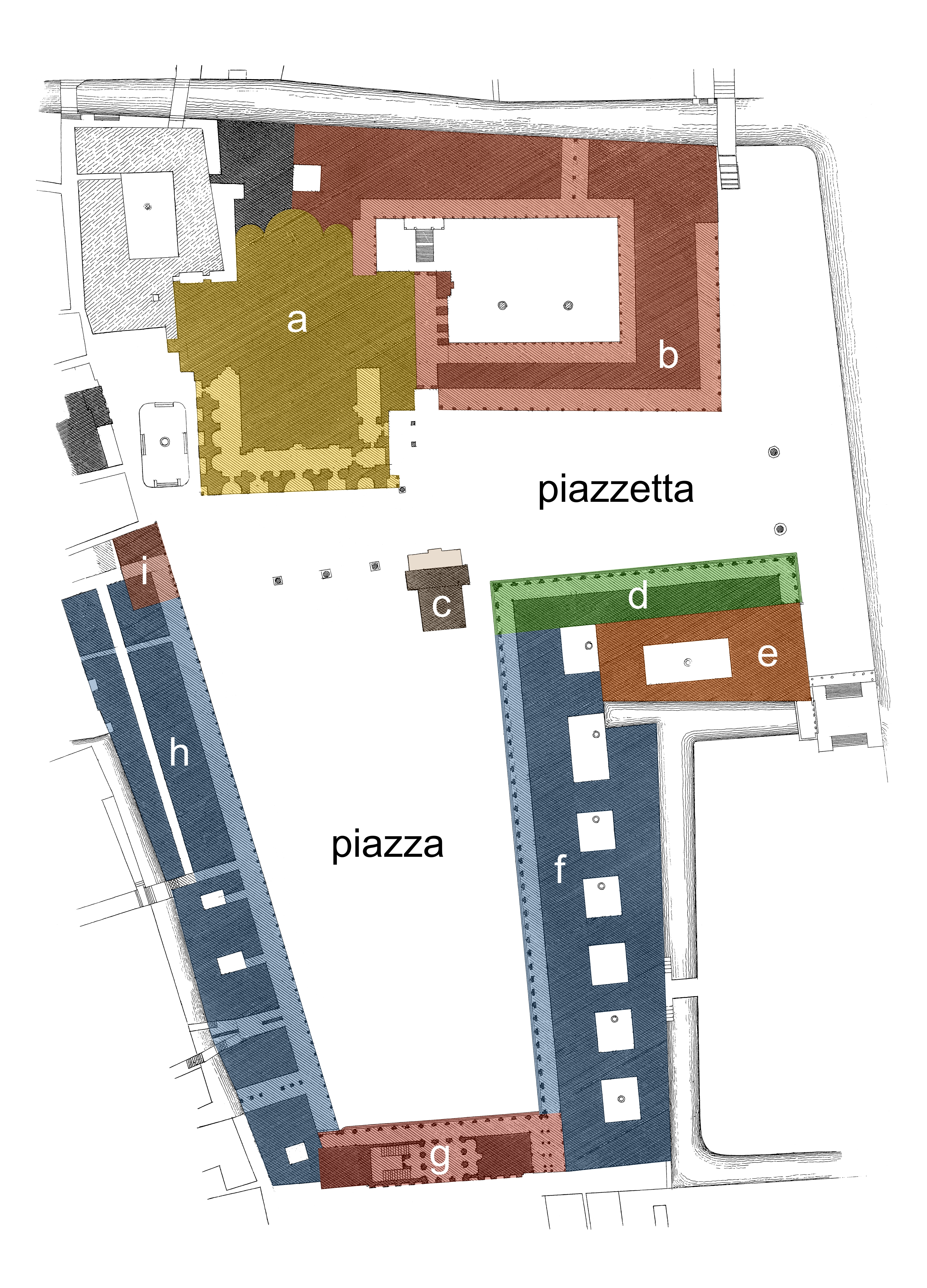
Plan de la place Saint-Marc : le campanile se trouve au point C.

Ce campanile a une forme simple, avec une tour en brique, de base carrée de 12 mètres de large et 50 mètres de hauteur, au-dessus de laquelle se trouve le  logement pour cinq cloches. Le haut est surmonté d'un cube, sur les faces duquel sont représentés des lions et des allégories féminines de Venise (La Giustizia : « La Justice »). La tour est surmontée d'une flèche pyramidale, au sommet de laquelle trône une girouette d'or sous la forme de l'archange Gabriel. Le campanile a atteint sa forme définitive en 1514.
Il est possible de monter au sommet de la tour par un ascenseur de grande capacité. Au sommet se trouve un observatoire et une boutique de souvenirs. Elle est l'ancien clocher de la place Saint-Marc.

## Histoire

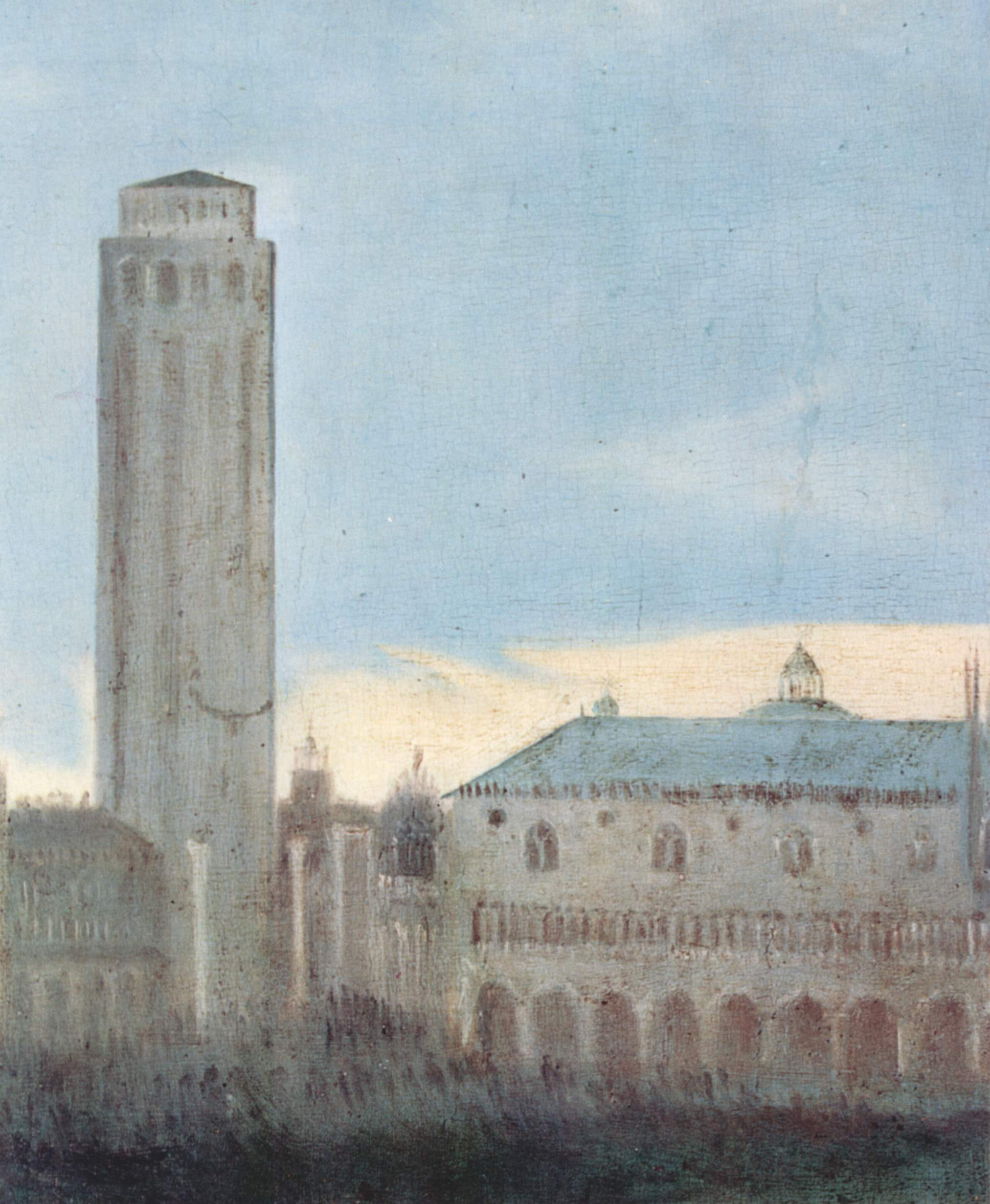
Le campanile est représenté vers 1500~1510 sur une peinture de Giorgione. Il n'a plus de flèche entre l'incendie de 1489 et la rénovation de 1513.

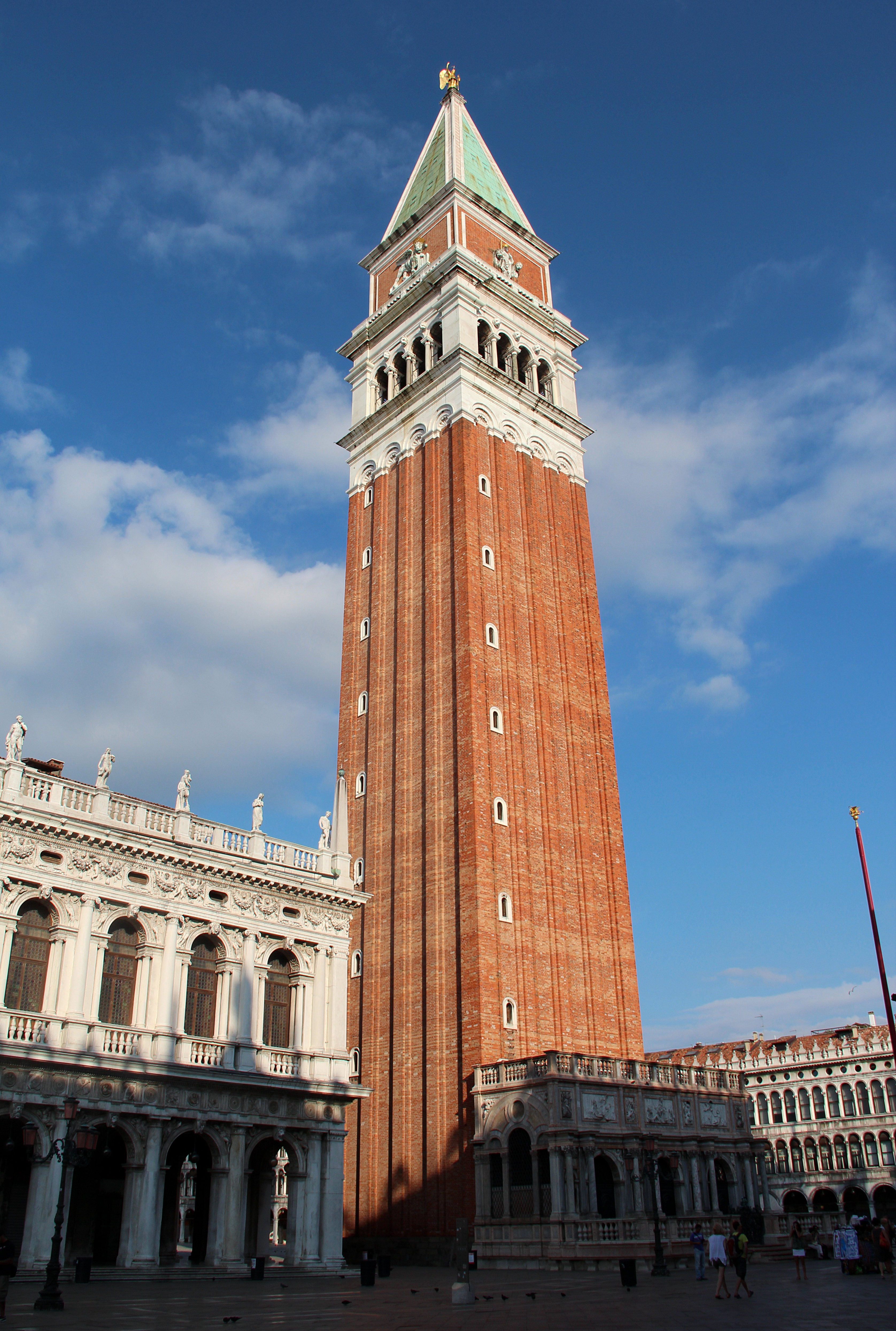
Le campanile vu de la
place Saint-Marc.

La construction initiale remonte au IXe siècle, initiée sous le règne du doge Pietro Tribuno, construite sur des fondations romaines. Elle a été utilisée comme tour de guet pour le port, qui occupait alors ce qui est maintenant la Piazzetta dei Leoncini. La construction a été terminée au XIIe siècle, sous le règne de Domenico Morosini. La base du campanile fait partie de la logetta qui abritait la caserne de la garde pour le Palais des Doges. La logetta a été construite par Jacopo Sansovino, achevée en 1549 et étendue en 1663. Le campanile de Saint-Mercuriale à Forlì prit modèle sur le campanile de Saint-Marc.
Gravement endommagé par un incendie en 1489 qui détruisit sa flèche à charpente en bois, le campanile a pris sa forme définitive au XVIe siècle grâce aux restaurations faites à la suite des dommages supplémentaires causés par le tremblement de terre de mars 1511.
Ces travaux, entrepris par l'architecte Giorgio Spavento, puis exécutés sous la direction de Bartolomeo Bon de Bergame, ont ajouté le sommet, réalisé en marbre, sur lequel ont été installées la sculpture du lion de saint Marc ainsi que la flèche en feuilles d'or. Les travaux ont été achevés le 6 juillet 1513, avec le placement de la statue en bois doré de l'archange Gabriel au cours d'une cérémonie dirigée par Marin Sanudo.
Dans les siècles suivants, de nombreuses autres interventions ont été faites pour réparer les dégâts causés par les incendies. En 1653, Baldassare Longhena prit en charge les restaurations. Le plus gros travail a été fait après un incendie survenu le 13 avril 1745, qui a causé des fissures dans la maçonnerie et tué plusieurs personnes à la suite de chutes de pierres. Enfin, en 1776, le campanile fut équipé d'un paratonnerre. En 1820, la statue de l'ange a été remplacée par une autre de Luigi Zandomeneghi.

## Écroulement et reconstruction

### Écroulement

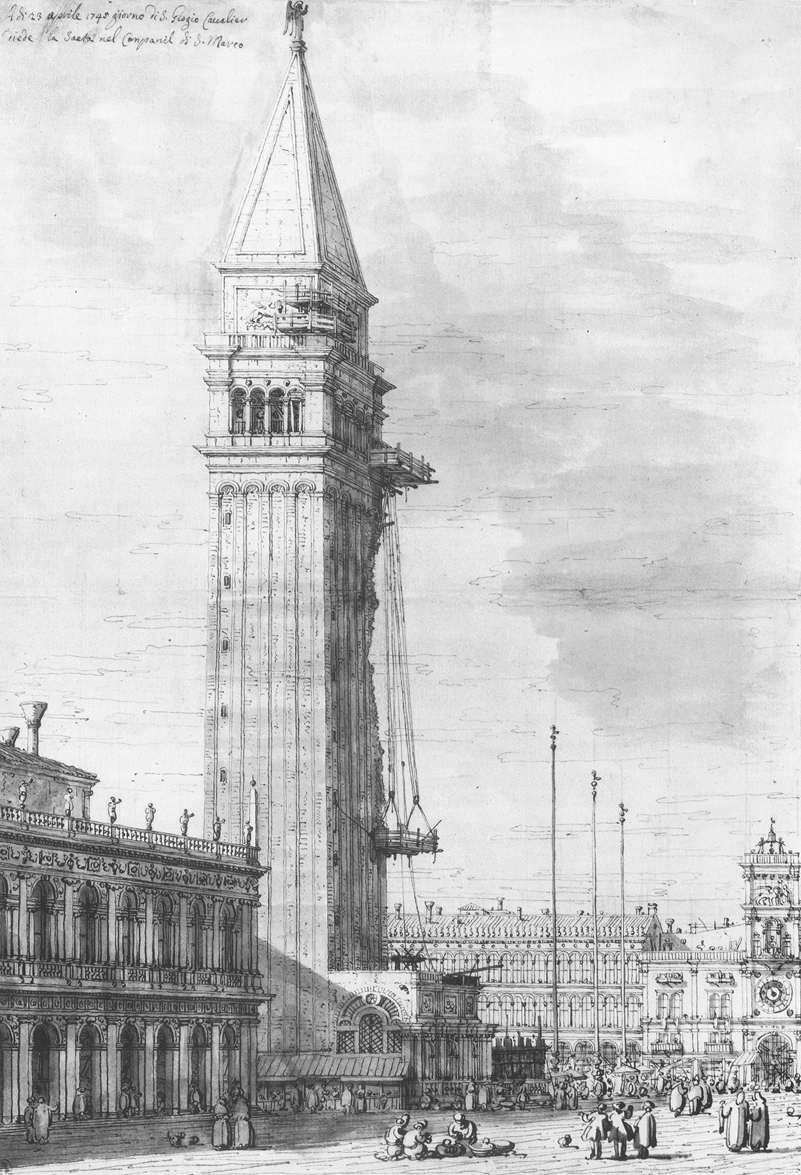
Le campanile en 1745 par Canaletto.

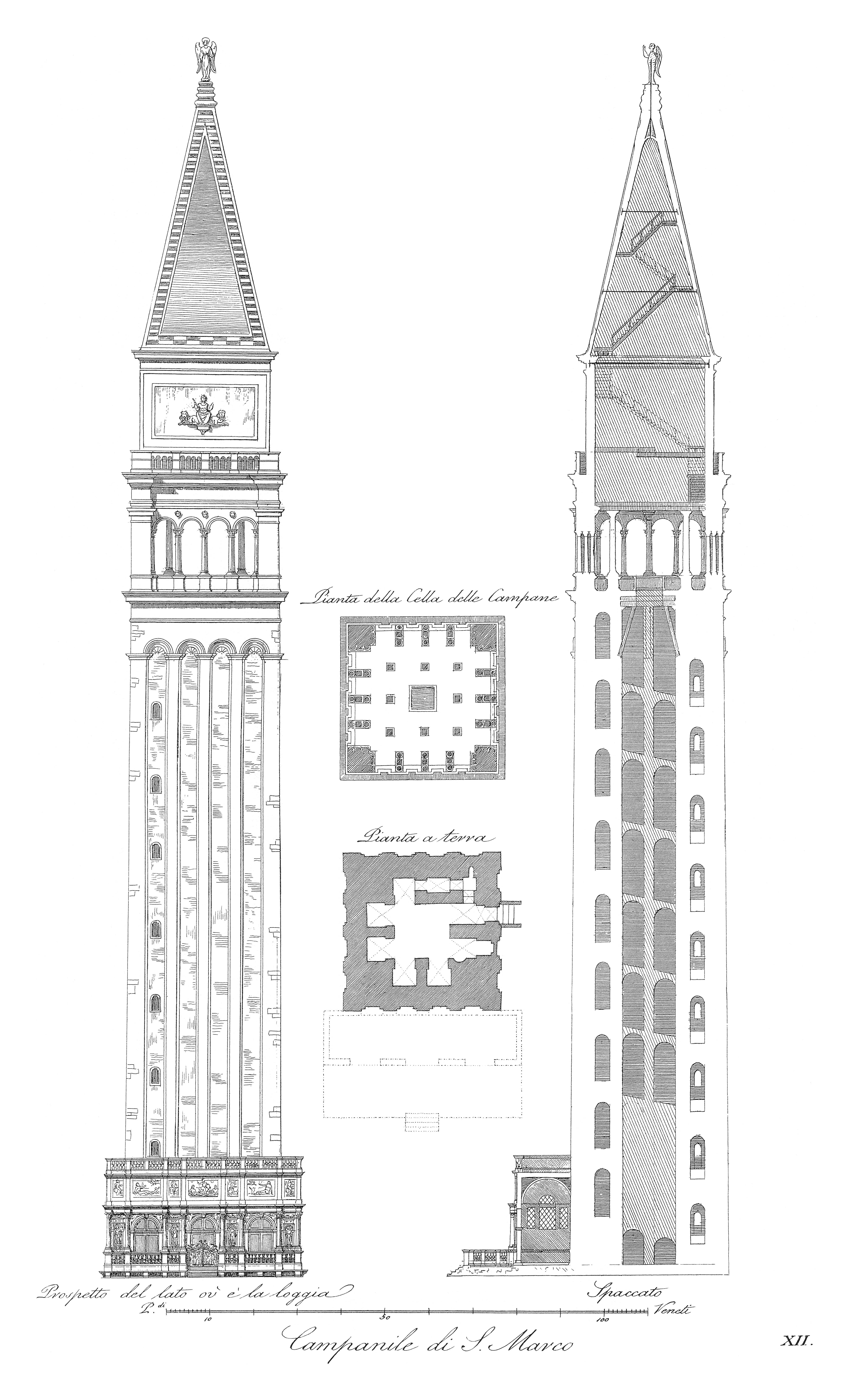
Schéma de coupe du campanile en 1832 par Antonio Quadri.

En 1873-1874, lorsque les stalles des appentis ont été retirées sur les côtés du clocher, on a découvert que la base de la tour était en mauvais état, mais les travaux se limitèrent à réparer les dommages de surface. De même, les fouilles de la place Saint-Marc en 1885 ont soulevé des inquiétudes quant à l'état des fondations et à la stabilité de la structure. Pourtant, les rapports d'inspection des ingénieurs et des architectes en 1892 et 1898 assuraient que la tour n'était pas en péril. La restauration qui s'est ensuivie était sporadique et impliquait principalement le remplacement de briques altérées.
En juillet 1902, des travaux étaient en cours pour réparer le toit du clocher. La poutre posée sur la tour et supportant le toit a été enlevée (celle-ci présentait une fissure d'environ 40 centimètres de hauteur sur 30 centimètres de profondeur). Le 7 juillet, on a observé des vibrations de la tour, alors que les ouvriers effectuaient la mise en place de la nouvelle poutre. Des témoins en verre ont été insérés dans les fissures afin de surveiller le déplacement de la tour. Plusieurs d'entre eux ont été retrouvés cassés le lendemain.
Le samedi 12 juillet, une grande fissure s'était formée sur le côté nord de la tour, couvrant presque toute la hauteur du puits en brique. Des témoins en plâtre plus sensibles ont été insérés dans les fissures. Bien qu'une commission technique ait été immédiatement formée, elle a déterminé qu'il n'y avait aucune menace pour la structure. Néanmoins, des barricades en bois ont été érigées pour éloigner les spectateurs à une distance de sécurité alors que des morceaux de mortier commençaient à se détacher de la crevasse grandissante et à tomber sur la place en dessous. L'accès à la tour a été interdit et seule la cloche signalant le début et la fin de la journée de travail avait été autorisée, afin de limiter les vibrations engendrées sur la structure. Le dimanche 13 juillet, le rassemblement habituel sur la place Saint-Marc a été annulé. Le concert de la fanfare du 18e régiment d'infanterie a été interrompu peu après le début. Le lundi 14 juillet, les derniers témoins ont tous été découverts brisés. À 9h30, l'évacuation de la place a été ordonnée. Des pierres ont commencé à tomber à 9 h 47 et à 9 h 53, tout l'édifice s'est effondré.
Selon l'architecte-ingénieur responsable de la basilique et de l'édifice Pietro Saccardo (it), la cause immédiate du désastre aurait été la fragilisation du mur de soutien extérieur, construit par Bernardino Zendrini pour stabiliser l'édifice après le foudroiement de 1745, au cours de travaux de renouvellement de la toiture de plomb de la logetta : les responsables du chantier auraient eu la malheureuse idée, sans lui demander son avis, de créer une saignée à la base du mur, avec l'intention de la combler immédiatement, et ce faisant, ils auraient causé une fissure dans le mur extérieur sur plus des deux tiers de sa profondeur avec pour conséquence l'effondrement, à terme, du mur extérieur contre le mur intérieur de l'édifice.

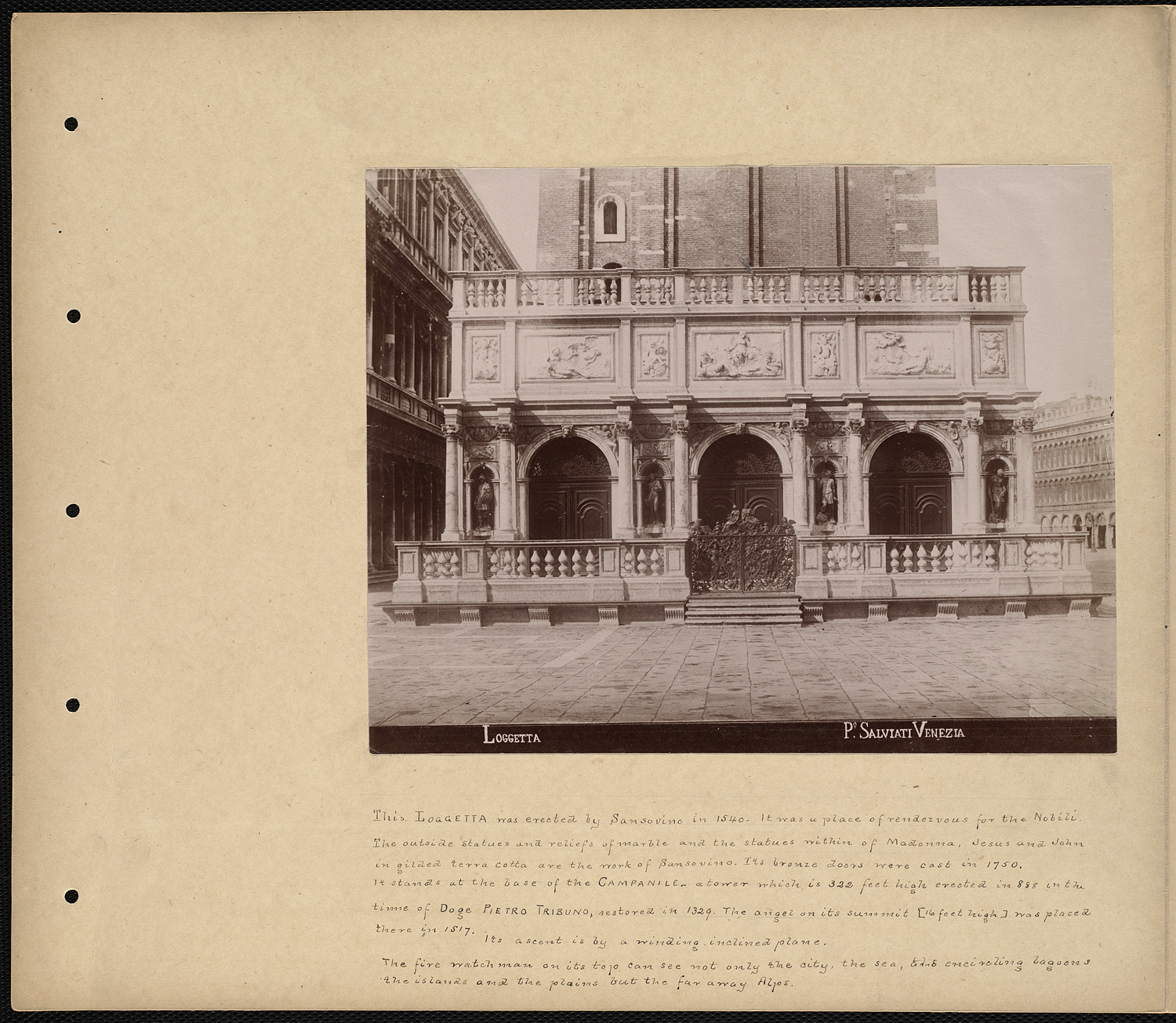
Logetta de Sansovino (vers 1891-1894).

En raison de cette forme d'implosion et de la position isolée de la tour, les dégâts qui en ont résulté ont été relativement limités. Hormis la tour complètement détruite, seule la façade latérale adjacente de la bibliothèque marcienne a été détruite (reconstruite en 1904) ainsi qu'une grande partie de la Loggetta de Sansovino au pied du bâtiment, ne tuant qu'un chat. La basilique Saint-Marc, juste à côté, ne subira aucun dommage, car les éboulis ont été stoppés au niveau de la Pietra del bando (it) (pierre de l'avis), la colonne en porphyre en provenance de Saint-Jean-d'Acre, sur laquelle on proclamait les avis afin de montrer au peuple l'efficacité de la justice.
Le soir même, le conseil municipal réuni en urgence approuvait le déblocage d'une somme de plus de 500 000 lires or pour la reconstruction du campanile. Il a été décidé de reconstruire l'édifice à l'identique, avec quelques armatures internes pour éviter un nouvel effondrement,.

### Reconstruction
En plus des sommes allouées par la commune et la province, un don personnel est venu du roi Victor Emmanuel III et de la reine mère (100 000 lires). Des contributions sont arrivées d'autres communes et provinces italiennes ainsi que de citoyens privés. Partout dans le monde, la collecte de fonds a commencé, menée par les journaux internationaux. Le spécialiste allemand des échafaudages Georg Leib (en) de Munich a été le premier philanthrope à participer et a financé l'échafaudage dès le 22 juillet 1902.
Les travaux ont débuté le 1er avril 1903, le maire Filippo Grimani (it), lors du discours à l'occasion de la pose de la première pierre, le 25 avril 1903, prononça à plusieurs reprises la fameuse phrase, qui deviendra la devise de cette reconstruction : Com'era e dov'era (« Comme il était, où il était »). Les travaux de reconstruction placés sous la direction de l'architecte Gaetano Moretti (it), disciple de l'architecte Luca Beltrami, vont durer jusqu'au 6 mars 1912.
Le rendu extérieur du nouveau campanile ne devait pas sembler différent du précédent. Cependant à l’intérieur, la structure devait être allégée et rendue plus résistante. L’appel d’offres et le projet des structures porteuses en béton armé ainsi que les calculs y afférents, ont été confiés à la société Porcheddu Ing. G.A. et en particulier à l'ingénieur Arturo Danusso (it), l’un des plus actifs dans le groupe de collaborateurs de l’ingénieur sarde. Le projet de reconstruction prévoit quatre grands piliers internes en béton armé, liés aux murs extérieurs. Par rapport à l’original, le beffroi doit être allégé et renforcé au moyen de structures métalliques appropriées et être capable de supporter le poids des cloches. L'audacieuse et élégante pointe pyramidale de 20 mètres de hauteur, doit être renforcée par des nervures verticales et des ligatures horizontales de liaison, toutes en béton armé. À la fin des travaux, l’ensemble de l’ouvrage, bien stabilisé et renforcé à la base par une large plate-forme de ciment reposant sur plus de 3 000 pieux, marque une importante diminution de poids, de 12 000 tonnes à environ 9 000 tonnes avec un abaissement sensible du barycentre de l'édifice.
L'ingénieur Daniele Donghi (it), ancien collaborateur de Porcheddu, nommé ingénieur en chef du bureau technique de la municipalité de Venise en 1904, a contribué au projet de reconstruction de 1905 à 1912. Il a continué à faire appel à la technique du béton armé permettant la réduction de la charge structurelle et a conçu un petit échafaudage mobile, facilitant la reconstruction de la tour.

#### L'ange girouette
Au sommet du clocher se trouve la statue d'un ange, qui a pour fonction de girouette. Elle représente l'archange Gabriel et mesure plus de cinq mètres de hauteur. Le 30 juillet 1822, la statue girouette a été remplacée par une autre statue conçue par le professeur de sculpture Luigi Zandomeneghi et réalisée par les sculpteurs Andrea Monticelli et Giovanni Casadoro. Lors de l'écroulement de 1902, la statue fut retrouvée très endommagée près du portail principal de la basilique Saint-Marc. Elle a été réparée par le sculpteur fondeur Emanuele Munaretti. L'ange a les bras et les pieds en bronze doré et il est recouvert de feuilles de cuivre dorées qui constituent le vêtement. Au centre de l'armature métallique est fixée une hampe verticale qui permet à l'ange de pivoter grâce à ses ailes et de servir de girouette. La statue a été replacée au sommet du campanile le 5 mars 1912.

Reconstruction du campanile 1903-1912
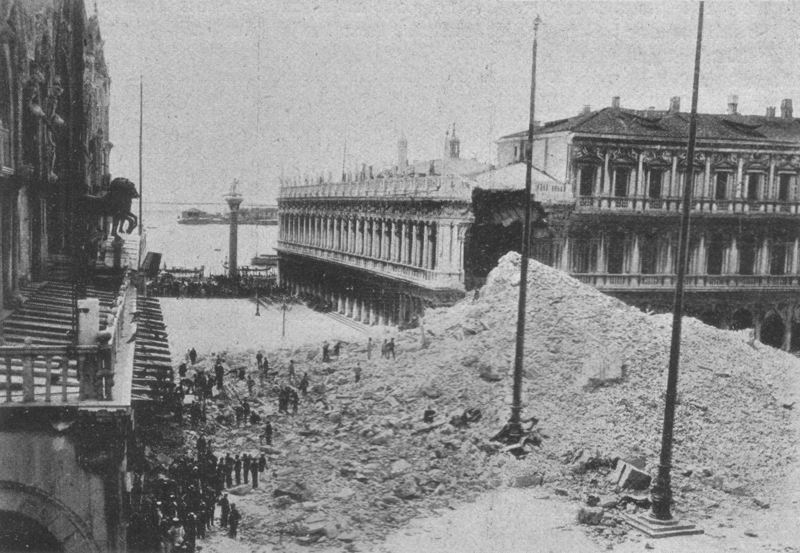
Les restes du campanile après l’effondrement de 1902, photographie anonyme.
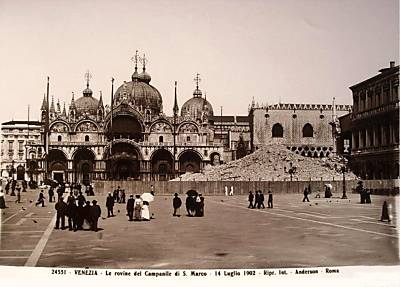
Domenico Anderson, Les ruines du campanile, juillet 1902.
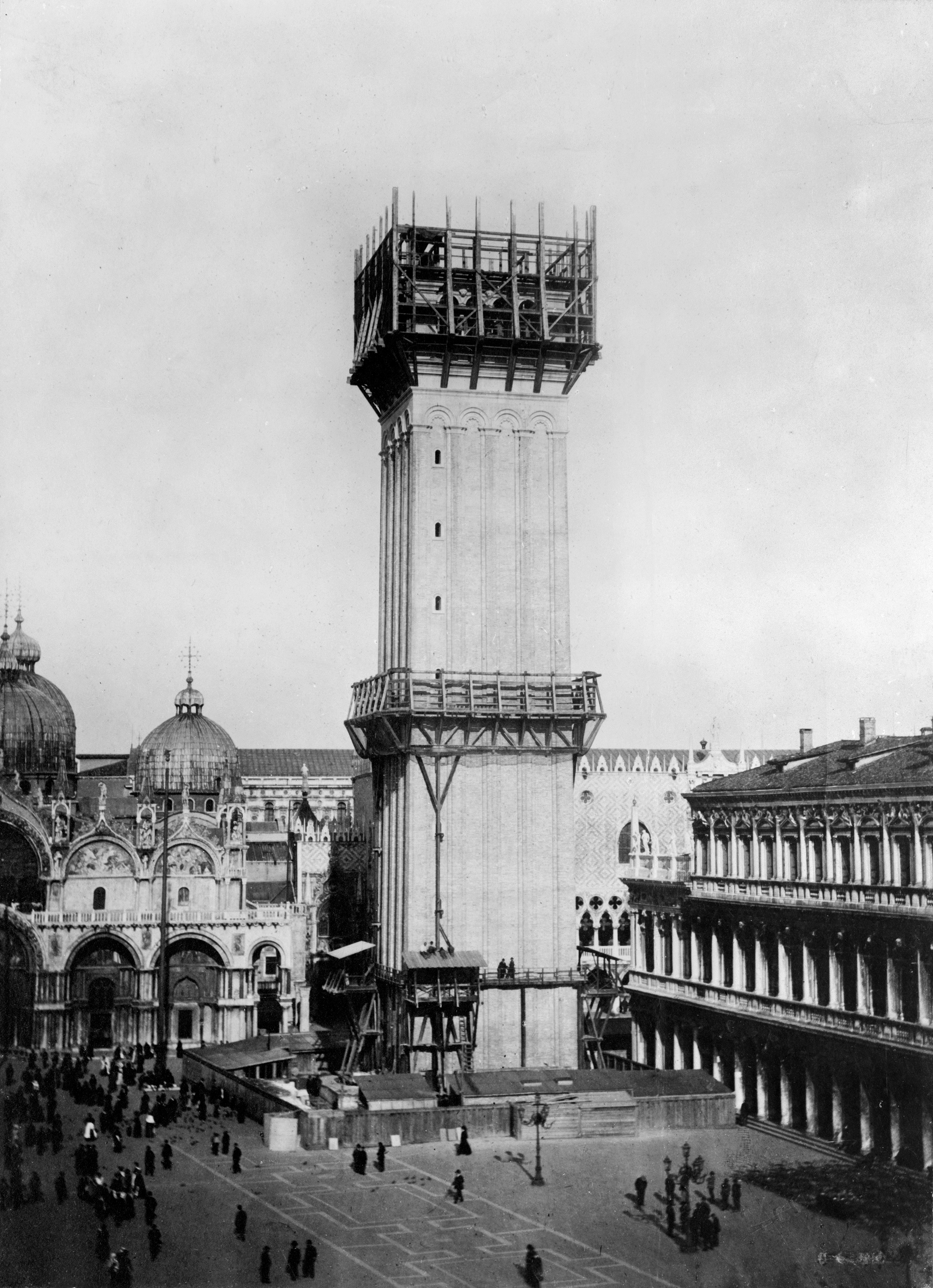
Vue en 1911, avec l'échafaudage mobile de Daniele Donghi.
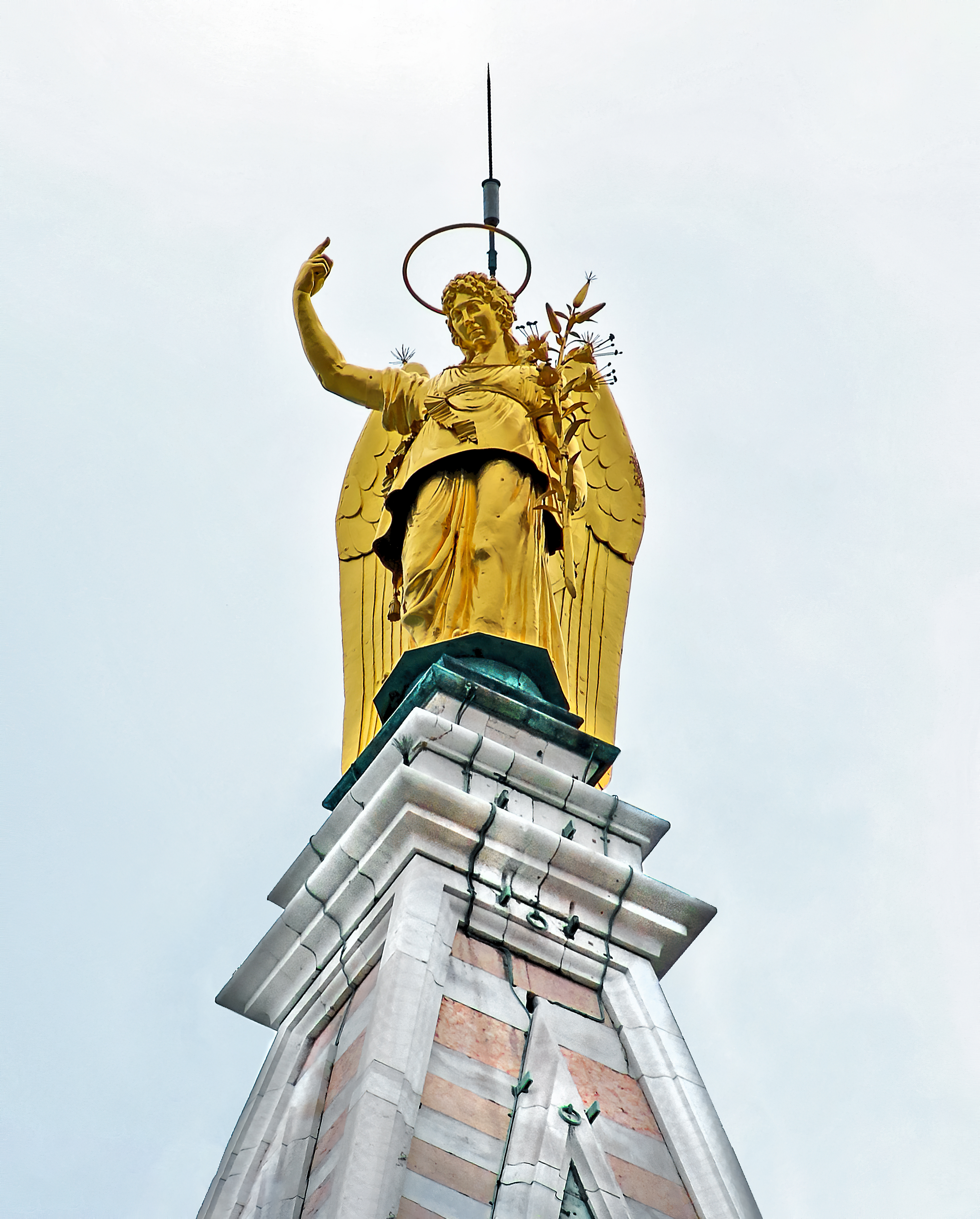
L'ange girouette de Luigi Zandomeneghi.

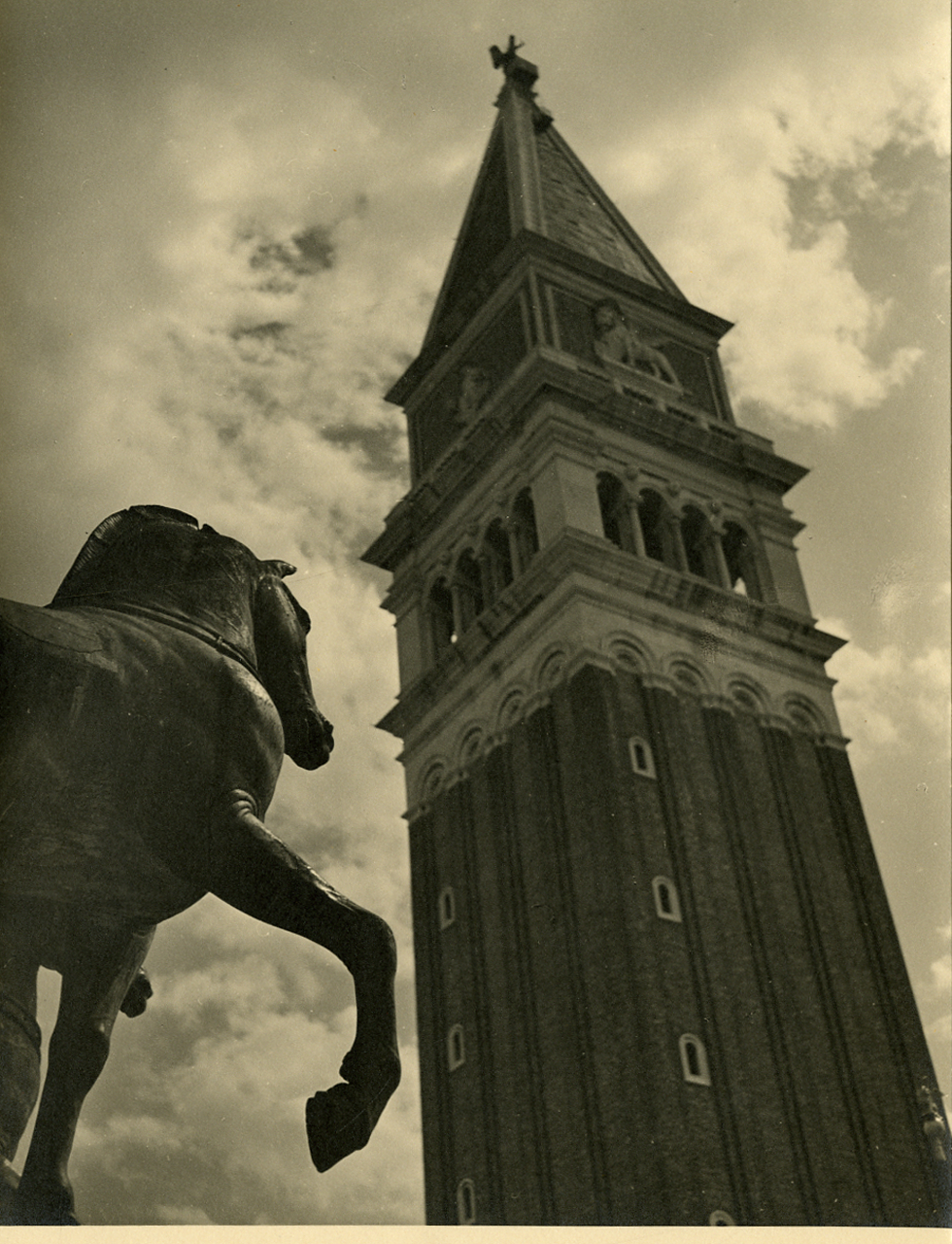
Le Campanile, photo de Paolo Monti, 1949. Fondo Paolo Monti, BEIC.

Le nouveau campanile a été inauguré le 25 avril 1912, à l'occasion de la fête de la Saint-Marc, exactement 1 000 ans après la fondation de l'édifice original.

## Les cloches
Les cinq cloches du campanile rythmaient la vie de la République. La plus puissante, la Marangona, mère de toutes les cloches, appelait les charpentiers de l'Arsenal (marangoni) au travail. Elle convoquait aussi aux réunions du Grand Conseil, doublée par la Trottiera qui incitait les patriciens à se hâter en mettant leur monture au trot. La Meza Terza appelait aux réunions du Sénat. La Nona  marquait l'heure de none (trois heures de l'après-midi), et la Maleficio accompagnait les exécutions capitales.
|                                                                              |          |          |      |  |
| Cloche                                                                       | Diamètre | Poids    | note |  |
| Marangona                                                                    | 180 cm   | 3 625 kg | La2  |  |
| Nona                                                                         | 156 cm   | 2 556    | Si2  |  |
| Meza terza                                                                   | 138 cm   | 1 807 kg | Do3  |  |
| Trottiera                                                                    | 129 cm   | 1 366 kg | Ré3  |  |
| Maleficio                                                                    | 116 cm   | 1 011 kg | Mi3  |  |
| Image : Giuseppe Cherubini, La bénédiction des cloches de Saint-Marc (1912). |          |          |      |  |

Aucune des anciennes cloches de la Sérénissime ne subsiste. L'ancien concert de cloches a été fondu entre 1819 et 1820 par le fondeur Domenico Canciani Dalla Venezia pour donner vie à un nouveau concert de cinq cloches. Lors de l'effondrement du clocher de 1902, seule la Marangona fut sauvée. Les restes des autres ont été fondus une fois de plus à la demande du pape Pie X, qui les a ainsi donnés au diocèse et donc à la ville de Venise. Le nouveau concert, créé en 1909 par la Fonderie Barigozzi (it) de Milan, est composé de cinq cloches, dont les anciennes dénominations ont été conservées.

## Galilée

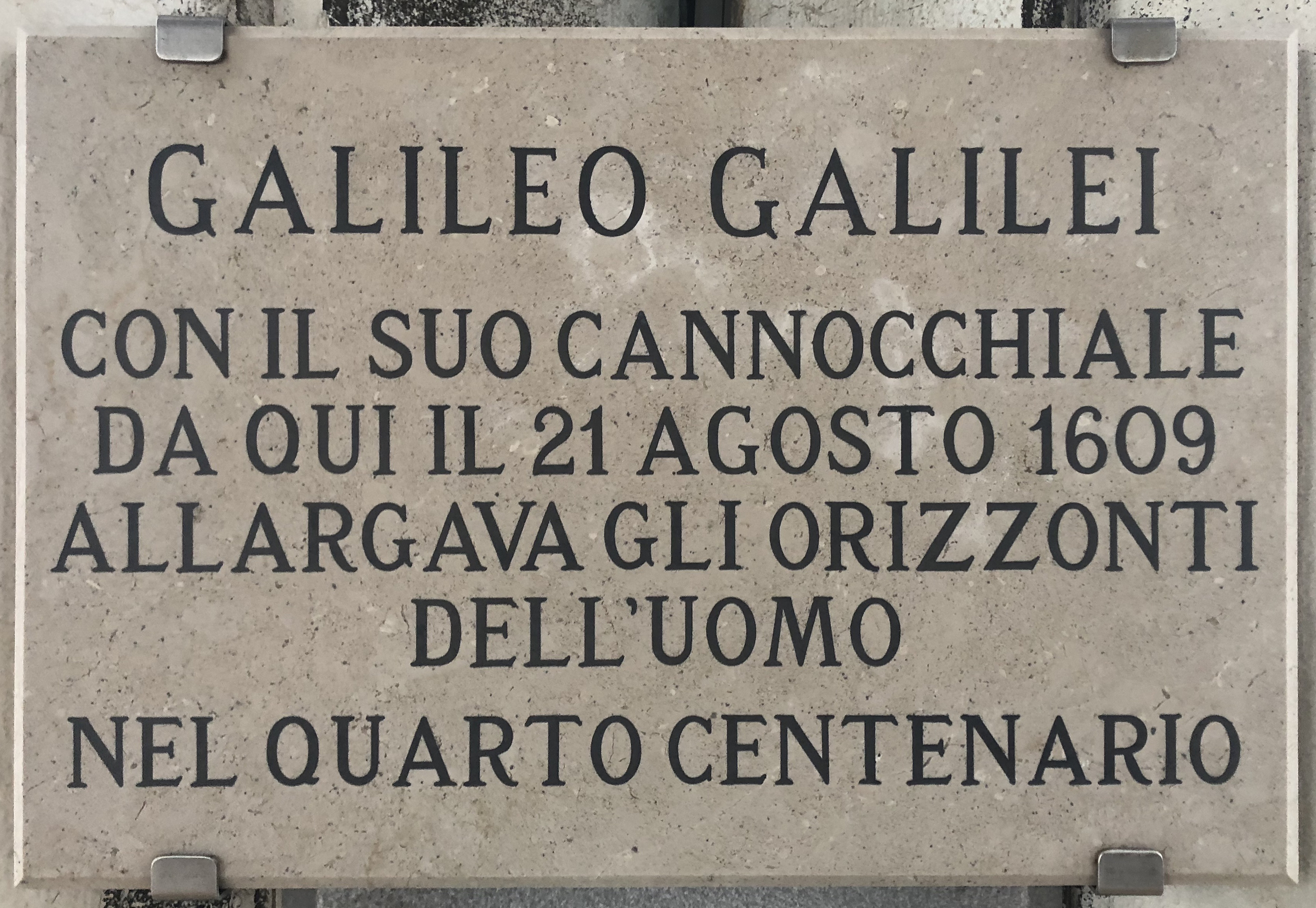
Plaque dans le beffroi commémorant la démonstration de la lunette astronomique

Galilée a utilisé le campanile pour ses observations .
Grâce à l'intervention de son ami Paolo Sarpi, Galilée fut invité à présenter sa lunette astronomique à Venise. Le 21 août 1609, au sommet du campanile, il en fit la démonstration devant le doge Leonardo Donato et les membres du Sénat. Le sénateur Antonio di Gerolamo Priuli en a laissé une description.
Grâce à cette démonstration, Galilée fut nommé professeur à l'université de Padoue et reçut une pension de 1 000 florins par an.

## Ascenseur
En 1892, il fut d'abord proposé d'installer un ascenseur dans le clocher. Mais des préoccupations concernant la stabilité de la structure ont été exprimées par le Bureau régional pour la préservation des monuments de Vénétie (Ufficio Regionale per la Conservazione dei Monumenti del Veneto). Bien qu'une commission spéciale ait été nommée et ait conclu que les préoccupations n'étaient pas fondées, le projet a été abandonné. Au moment de la reconstruction, un ascenseur a été utilisé pour élever les nouvelles cloches au niveau du beffroi, mais ce n'était qu'une installation temporaire. Finalement, en 1962, un ascenseur permanent a été installé. Situé dans le puits intérieur, il faut 30 secondes pour atteindre le beffroi depuis le niveau du sol.

## Travaux de restauration (2007-2013)
Au moment de la reconstruction, les fondations d'origine ont été étendues de 220 m2 à environ 410 m2, dans le but de répartir le poids du clocher sur une base plus large et de réduire la charge de 9 kg/cm2 à 4 kg/cm2. Cela a été réalisé en enfonçant dans l'argile 3 000 pieux   supplémentaires entre les pieux existants. Ces pieux étaient constitués de troncs de mélèzes d'environ 4 m de longueur. Trois couches de planches de chêne ont ensuite été posées sur le dessus des piles, suivies de plusieurs couches de blocs de pierre d'Istrie et de trachyte. Cependant, les anciennes et les nouvelles fondations n'ont pas pu être fusionnées en un seul tenant, nécessaire pour une répartition uniforme des masses. Au fil du temps, cela a entraîné une augmentation des tensions verticales de compression sur les quatre arêtes de la section de base de l'ouvrage, et les différents matériaux des fondations ont commencé à s'affaisser à des rythmes différents. En conséquence, des fissures dans la nouvelle tour étaient déjà visibles en 1914 et se sont multipliées avec le temps.
En 1955, des travaux de vérification et de réparation du Campanile ainsi qu'une expertise de l'ingénieur Arturo Danusso (it) ont été réalisés : les nombreuses fractures évidentes sur les degrés en trachyte du socle, même sous le niveau de la place étaient un signe alarmant de rupture par flexion et coupure due à un abaissement différencié de l’ancienne et de la nouvelle fondation.
En 1993, un diagnostic a été effectué à la suite d'une série d'investigations structurelles sur la base en béton armé, la maçonnerie du fût et les fondations. En 1995, a été installé un système de surveillance permanente en ligne (télécoordinomètres, compteurs de niveau et jauges de déformation). Celui-ci a révélé que la tour s'était inclinée de 7 cm en direction de l'ouest.
À partir de 2007, le Magistrat des eaux, organisme provincial chargé des travaux publics, a fait renforcer les fondations en adoptant un système déjà utilisé pour consolider la façade de la basilique Saint-Pierre de Rome. Cela impliquait d'installer dans des tranchées souterraines construites à la base de la structure, des barres en titane sous tension (barres dynamométriques), destinées à stopper le processus de fissuration des fondations.
Soit quatre barres de 6 cm de diamètre, tout autour du périmètre de la fondation en pierre. Deux des barres, espacées de 20 cm et protégées par un tube en polyéthylène, sont situées à 40 cm sous la surface de la base carrée et sont ancrées aux quatre coins de la fondation par des piliers en titane. Deux autres barres sont situées à une profondeur de 3,2 m et sont maintenues par des blocs de granit. Ces barres sont surveillées et la tension peut être revue si nécessaire. Dix tonnes de titane ont été nécessaires.
Le projet, initialement prévu pour durer deux ans et demi s'est terminé cinq ans après, en avril 2013, soit sept ans de travaux pour un coût total de près de 9 millions d'euros.

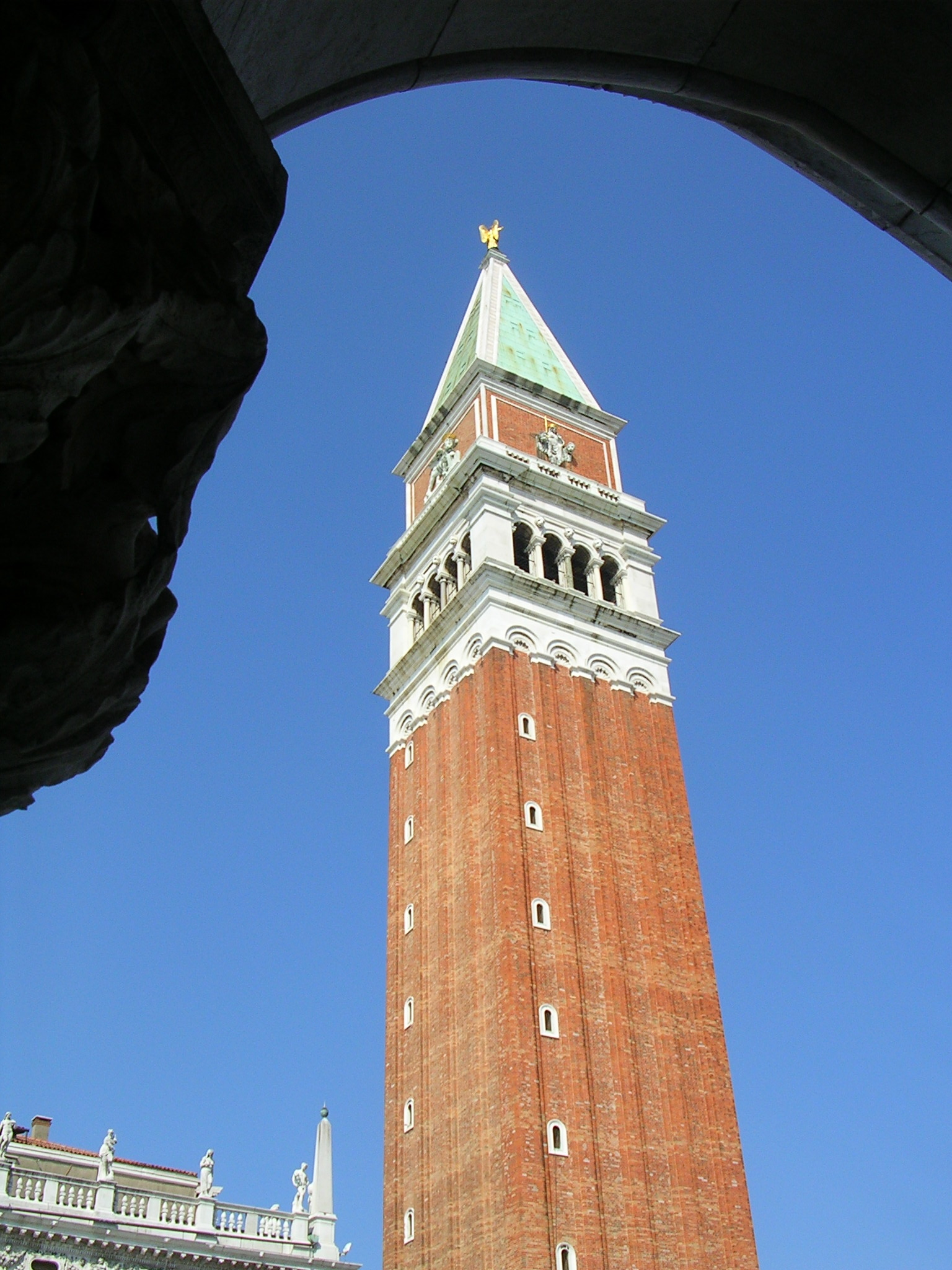
Campanile de Saint Marc.
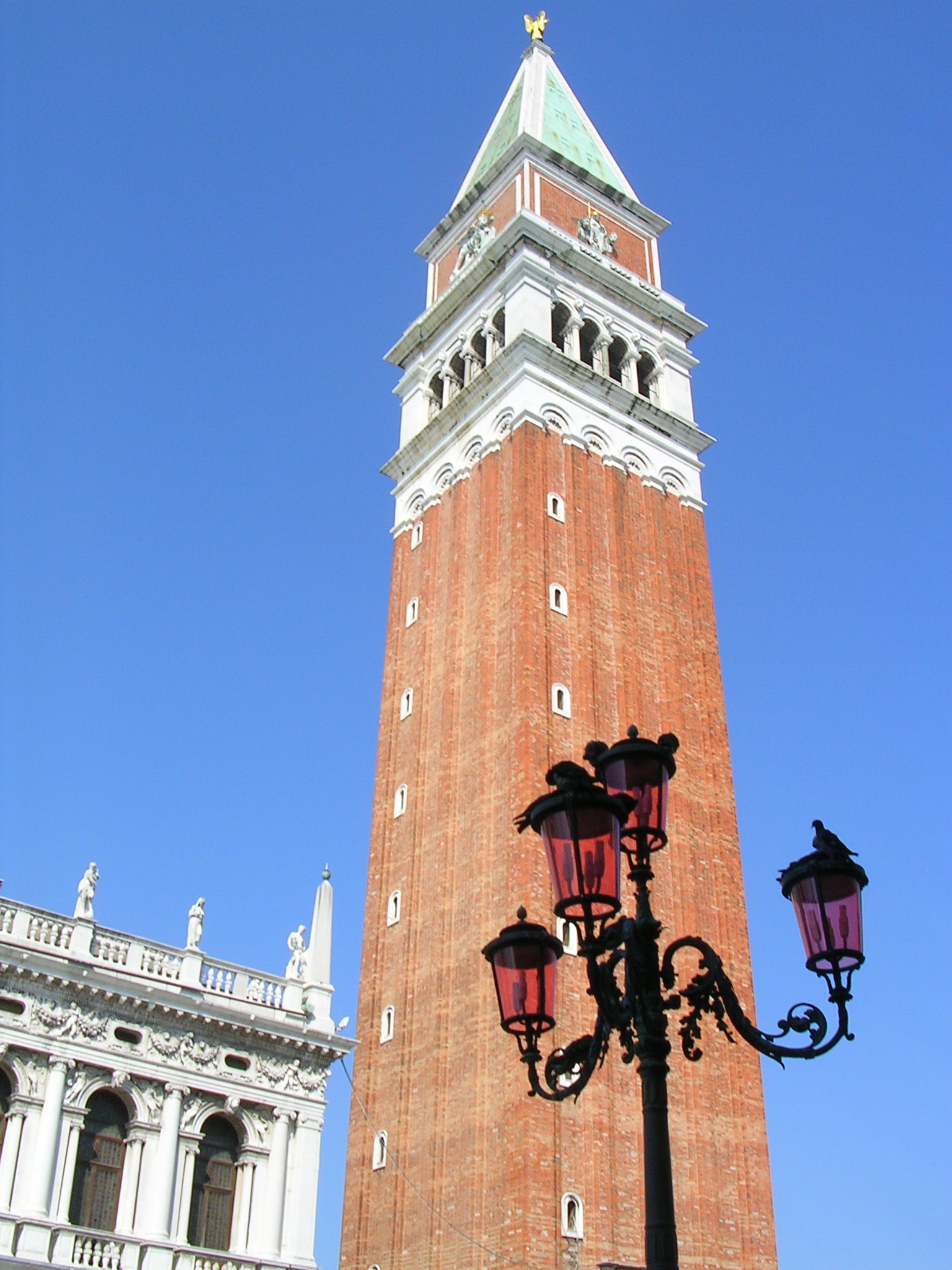
Campanile de Saint Marc.
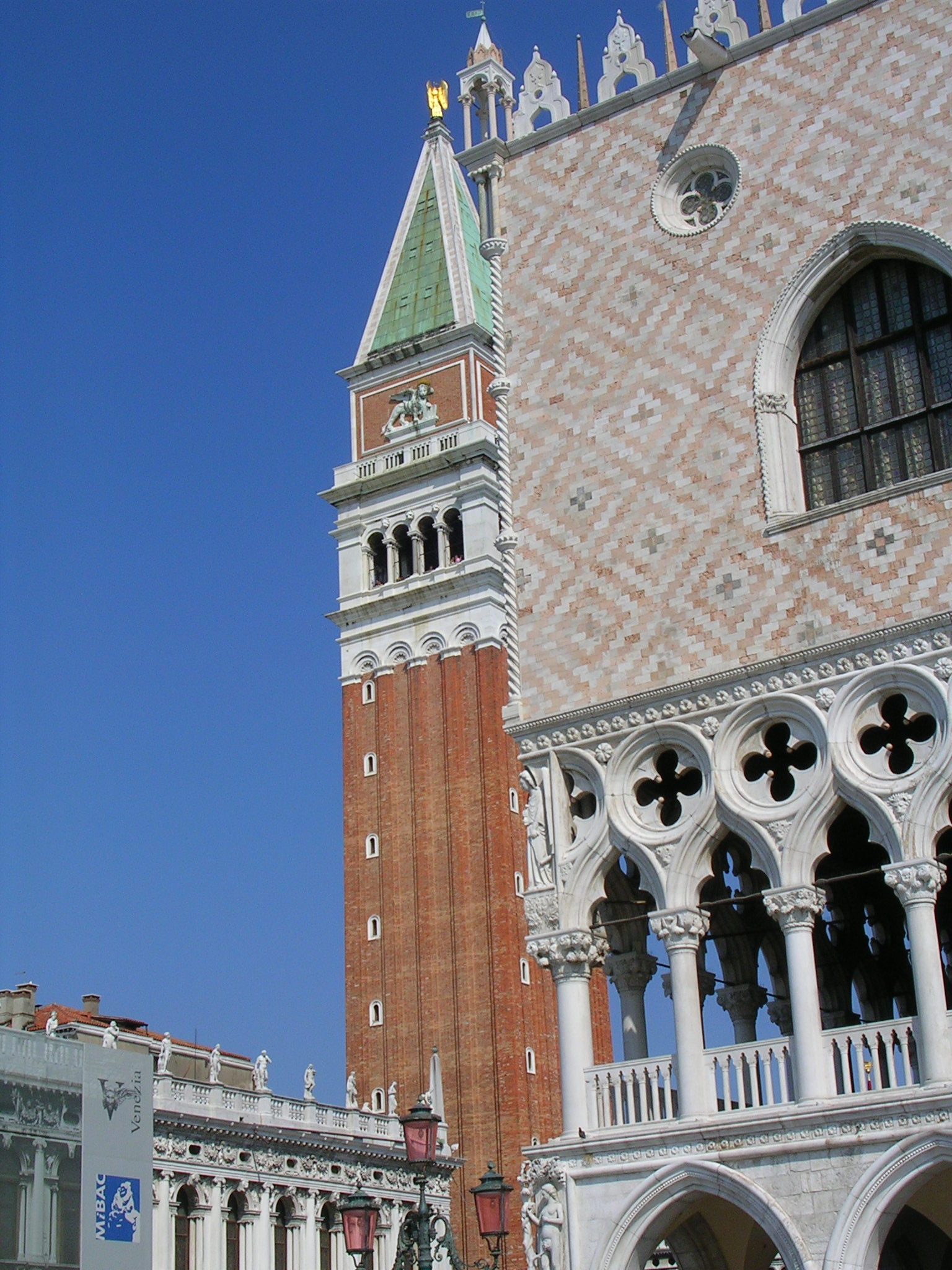
Campanile de Saint Marc.

Reconstruit et rouvert en 1912, le campanile est administré depuis 1953 par l'organe de gestion de la Basilique Saint-Marc et de ses structures connexes. La réouverture au public a eu lieu précisément à l'occasion du 60 e anniversaire de ce transfert administratif (auparavant l'édifice était géré par l'État).

## Surveillance technique
Dans une lettre ouverte de l'ingénieur Giorgio Macchi (it) envoyée en juillet 2020 au gestionnaire du Campanile, celui-ci lui demande : « Nous avons besoin d'un suivi tous les dix jours pour éviter un nouvel effondrement après 118 ans ».

## Répliques
De nombreuses répliques du campanile de Saint-Marc ont été créées en tant que clochers ou attractions touristiques à travers le monde :
- Le clocher de l'église de San Rocco à Dolo, en Italie,
- La tour de la cathédrale de Saint-Georges (slovène : Sv. Jurij) dans la ville slovène de Piran (vénitien-italien: Pirano) sur la riviera slovène,
- La tour de la cathédrale Sainte-Euphémie de Rovinj (Croatie).
- Une autre réplique, plus petite, se trouve dans le pavillon italien du parc Epcot (Walt Disney World Resort) à Orlando, Floride, parc ouvert en 1982,
- La Markus Tower réplique du Campanile (98,6 m de haut) construite vers la fin des années 1990 dans le Venetian Resort Hotel à Las Vegas (Nevada). L'hôtel situé sur le Strip de Las Vegas est calqué sur Venise. Ses canaux ont été recréés dans un centre commercial sous le nom de Grand Canal Shoppes,
- Une autre réplique est construite dans les années 2010 à Manille aux Philippines.

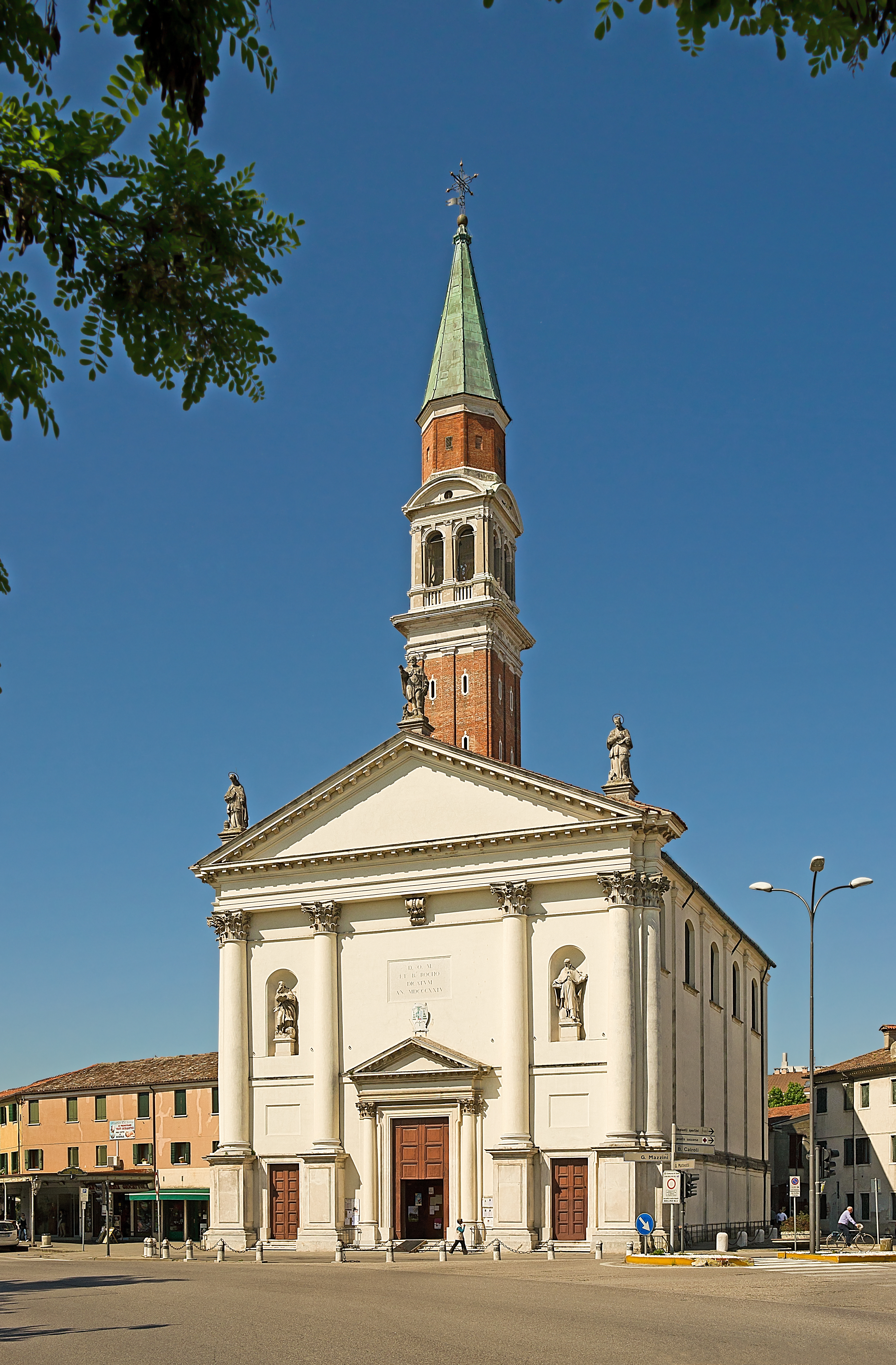
Clocher de l'église San Rocco à Dolo, (Italie).
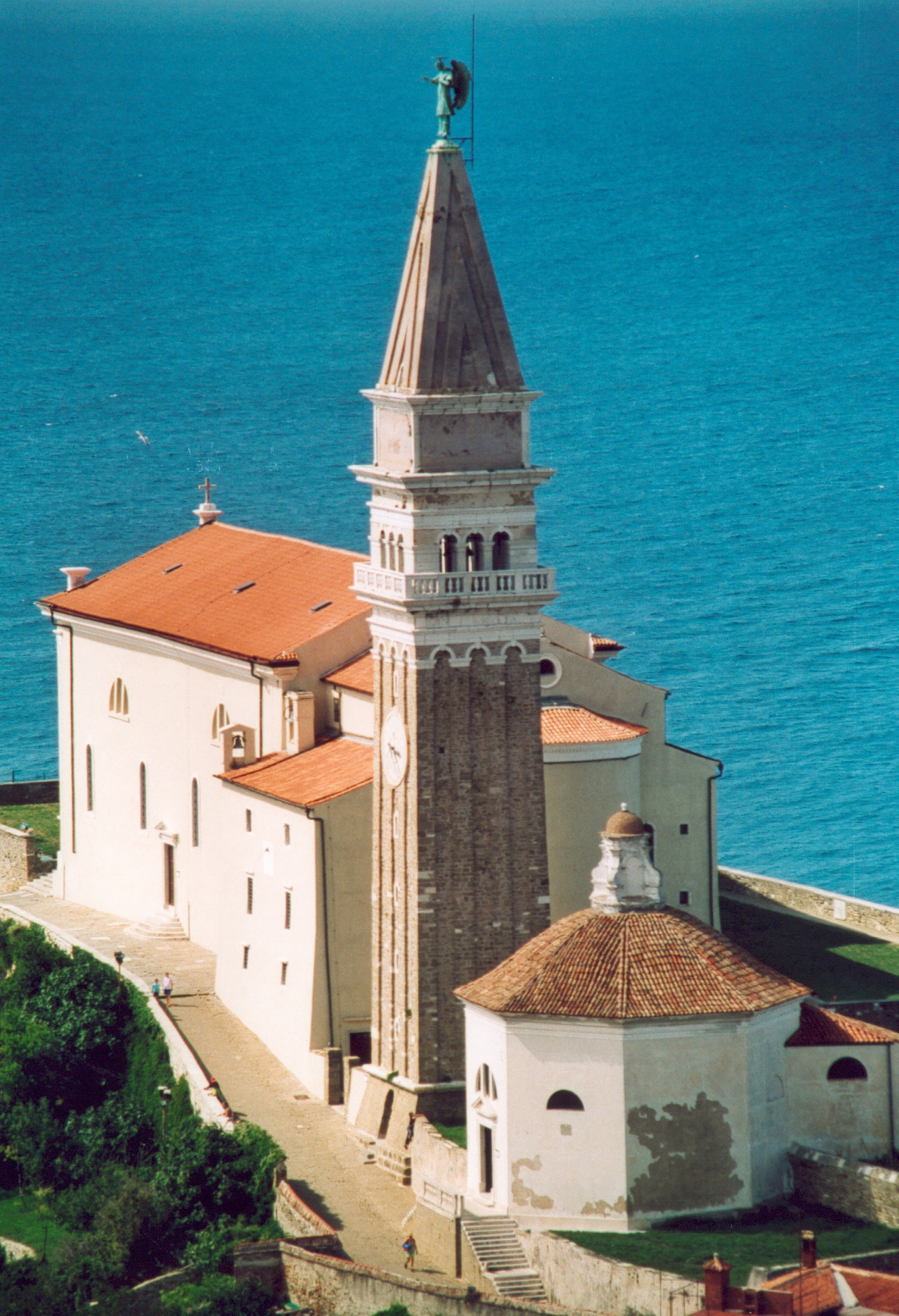
Clocher de la cathédrale Saint-Georges à Piran (Slovénie).
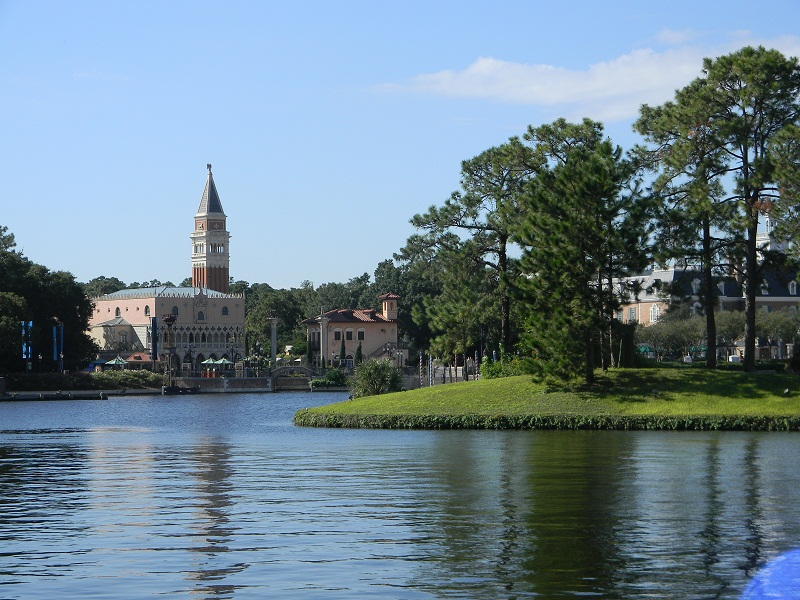
Village vénitien, parc Epcot, Walt Disney World Resort, Orlando, (Floride).
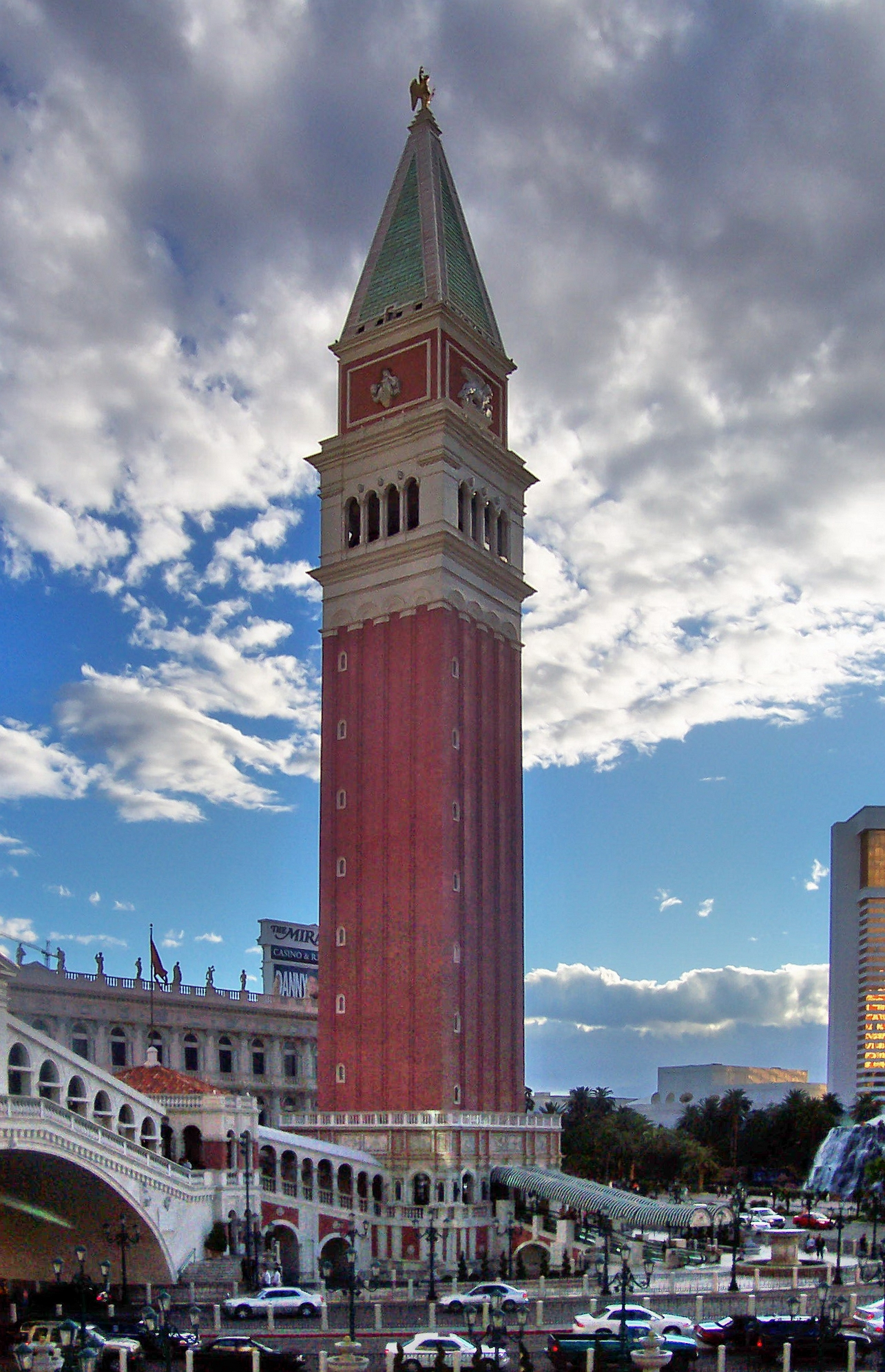
Markus Tower, hôtel Venetian Resort, Las Vegas (Nevada).

## Influences architecturales
Le campanile de Saint-Marc a influencé la conception de plusieurs autres tours, dont la plupart se trouvent dans des villes à caractère maritime :
- La cheminée du moulin India Mill (1867) à Darwen, (Lancashire)[17],
- Le clocher de l'église Sretenskaya (1892) à Bogucharovo, région de Toula, (Russie),
- Le clocher droit de St. John Gualbert (1895) à Johnstown, (Pennsylvanie),
- La tour de l'horloge de la gare de King Street (1904–1906) à Seattle, (Washington,
- La Metropolitan Life Tower de New York, gratte-ciel construit entre 1908 et 1909 selon les plans des architectes américains Napoléon Le Brun et son fils Pierre. Avec une hauteur de 213 mètres et 50 étages, c'était le plus haut bâtiment du monde jusqu'en 1913,
- La tour Daniels & Fisher (1910) à Denver, (Colorado),
- 14 Wall Street (1910–1912) à New York, (New York),
- La tour de l'hôtel de ville de Kiel (Allemagne) (1911) dans la capitale du Land du Schleswig-Holstein, sur le fjord de Kiel, a reçu une structure de façade conçue par l'architecte allemand Hermann Billing,
- La tour Custom House (1913–1915) à Boston, (Massachusetts),
- La Sather Tower à Berkeley (Californie), également appelée The Campanile d'après son modèle vénitien. C'est le point de repère de l'Université de Californie à Berkeley. La tour de 93,6 mètres de haut a été construite en 1914.
- La tour de l'horloge de la gare de North Toronto (1916) à Toronto, (Canada),
- L'hôtel de ville de Brisbane (1920–1930) à Brisbane, (Australie),
- Le Campanile (1922–1924) à Port Elizabeth, (Afrique du Sud),
- La tour de l'hôtel de ville du premier secteur de la ville de Bucarest, (Roumanie) a été construite en 1920.
- Les tours vénitiennes sur la place d'Espagne (catalan : Plaça d'Espanya) à Barcelone (Espagne) construites entre 1927 et 1929 pour l'Exposition internationale de 1929 par l'architecte espagnol Ramon Reventós.
- La tour à Jones Beach State Park (1930), Long Island, (New York),
- En 2015, une réplique de bâtiments de Venise le long d'un canal, dont le Campanile, a ouvert ses portes en tant qu'attraction touristique dans le quartier de Zhongshan à Dalian (Chine)[18].
- Le campanile a également servi de modèle pour le centre commercial New South China Mall à Dongguan (Chine).

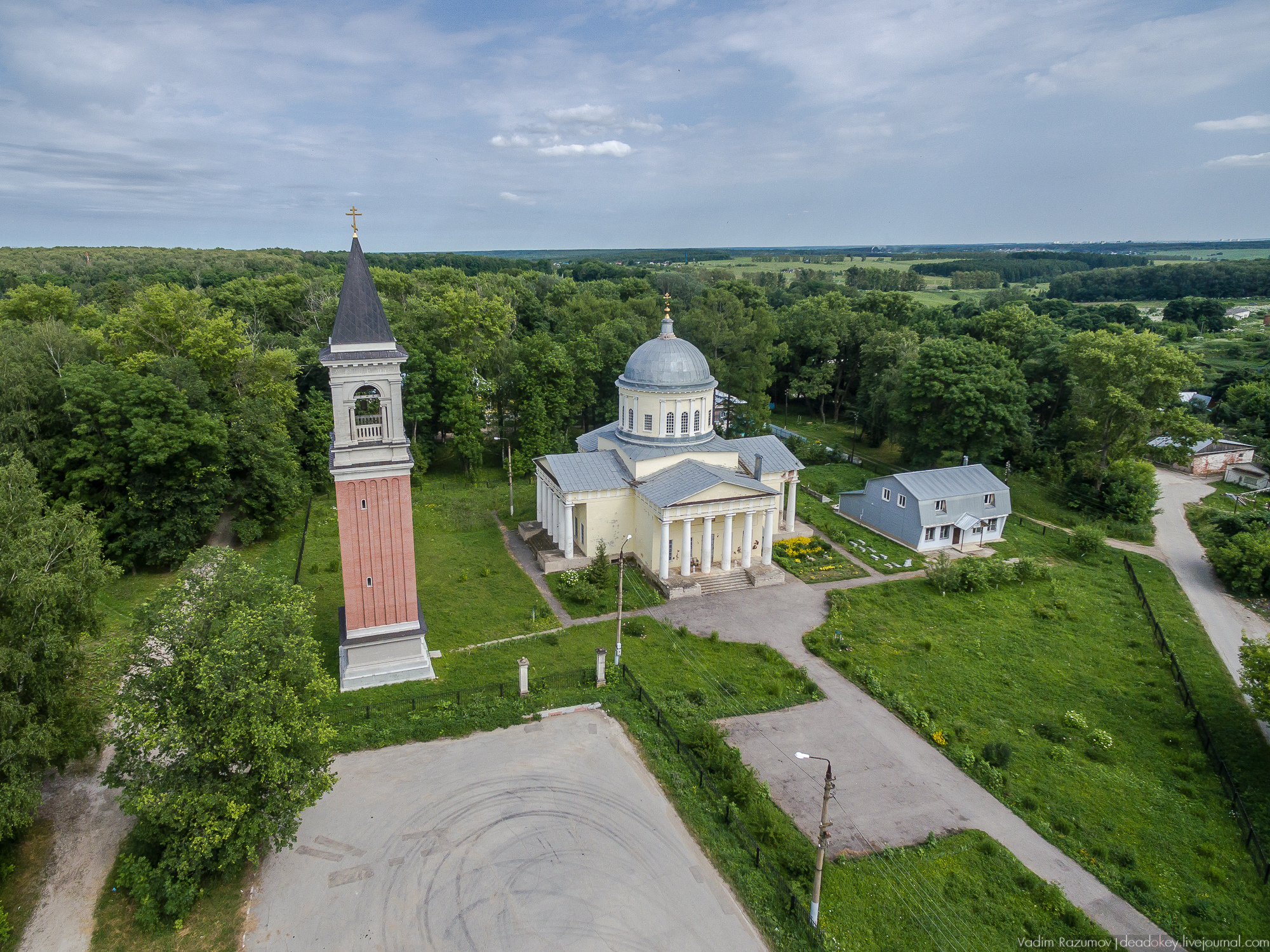
Clocher de l'église Sretenskaya, Bogucharovo, région de Toula (Russie).
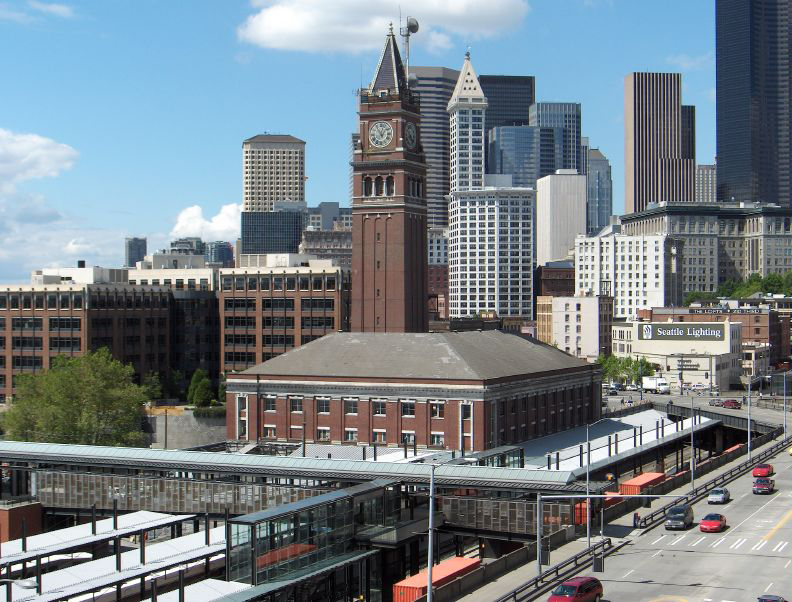
Tour de l'horloge de la gare de King Street, Seattle (État de Washington).
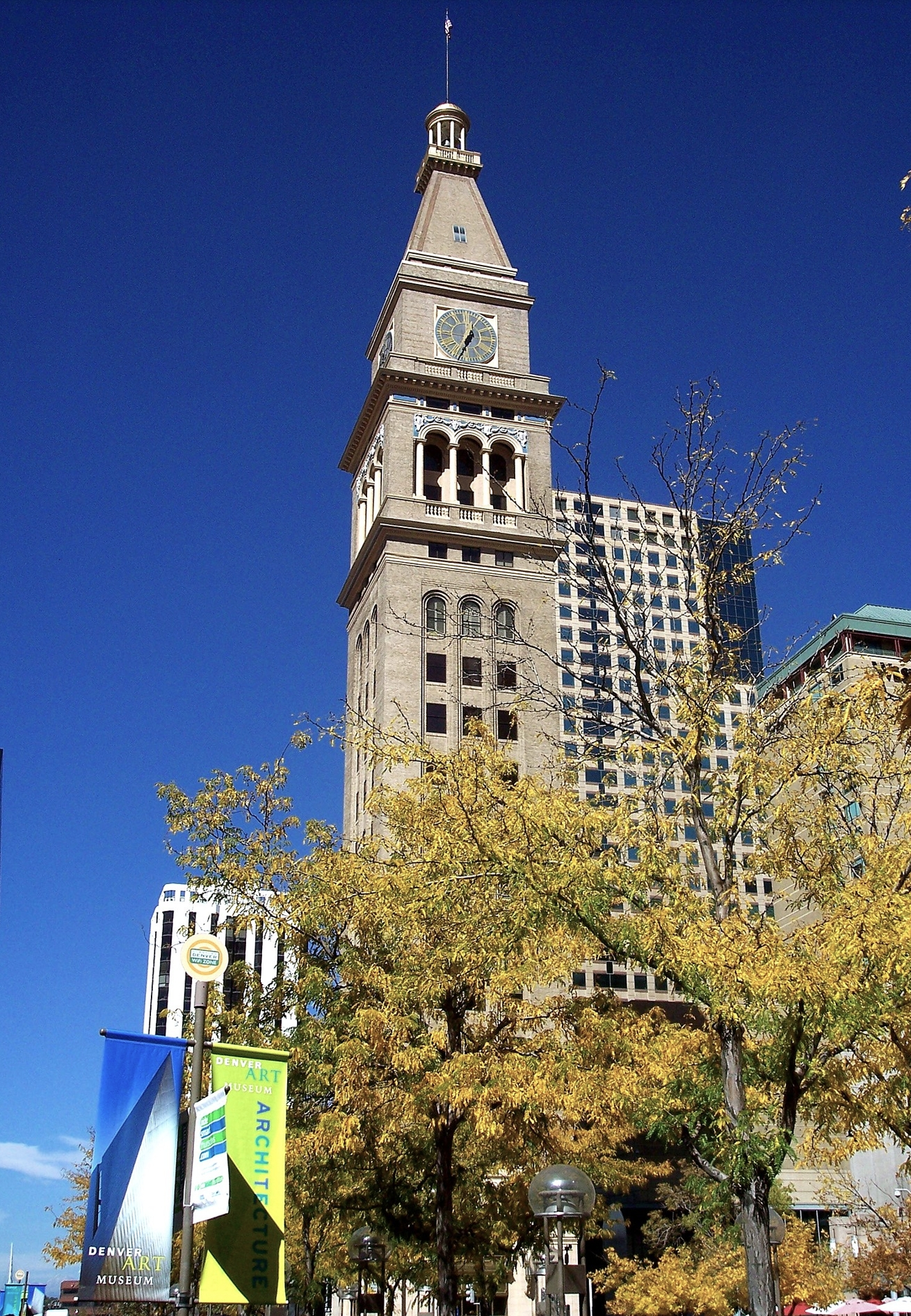
Daniels & Fisher Tower à Denver (Colorado).
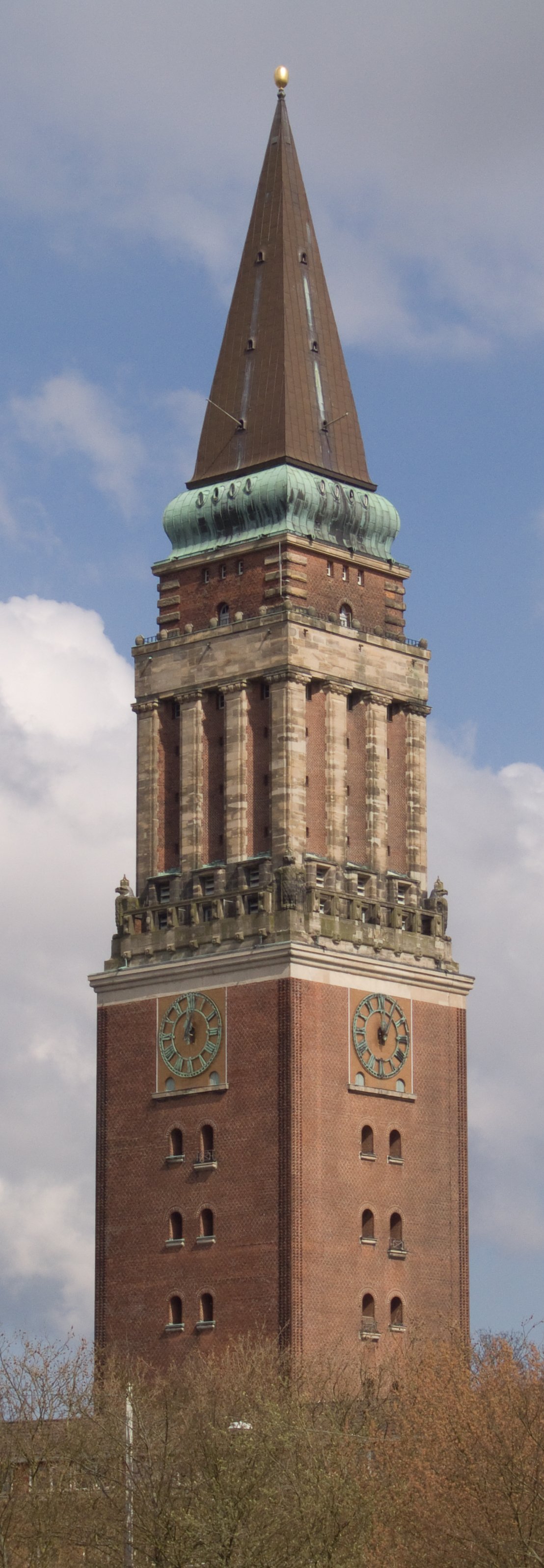
Hôtel de ville de Kiel, (Allemagne).
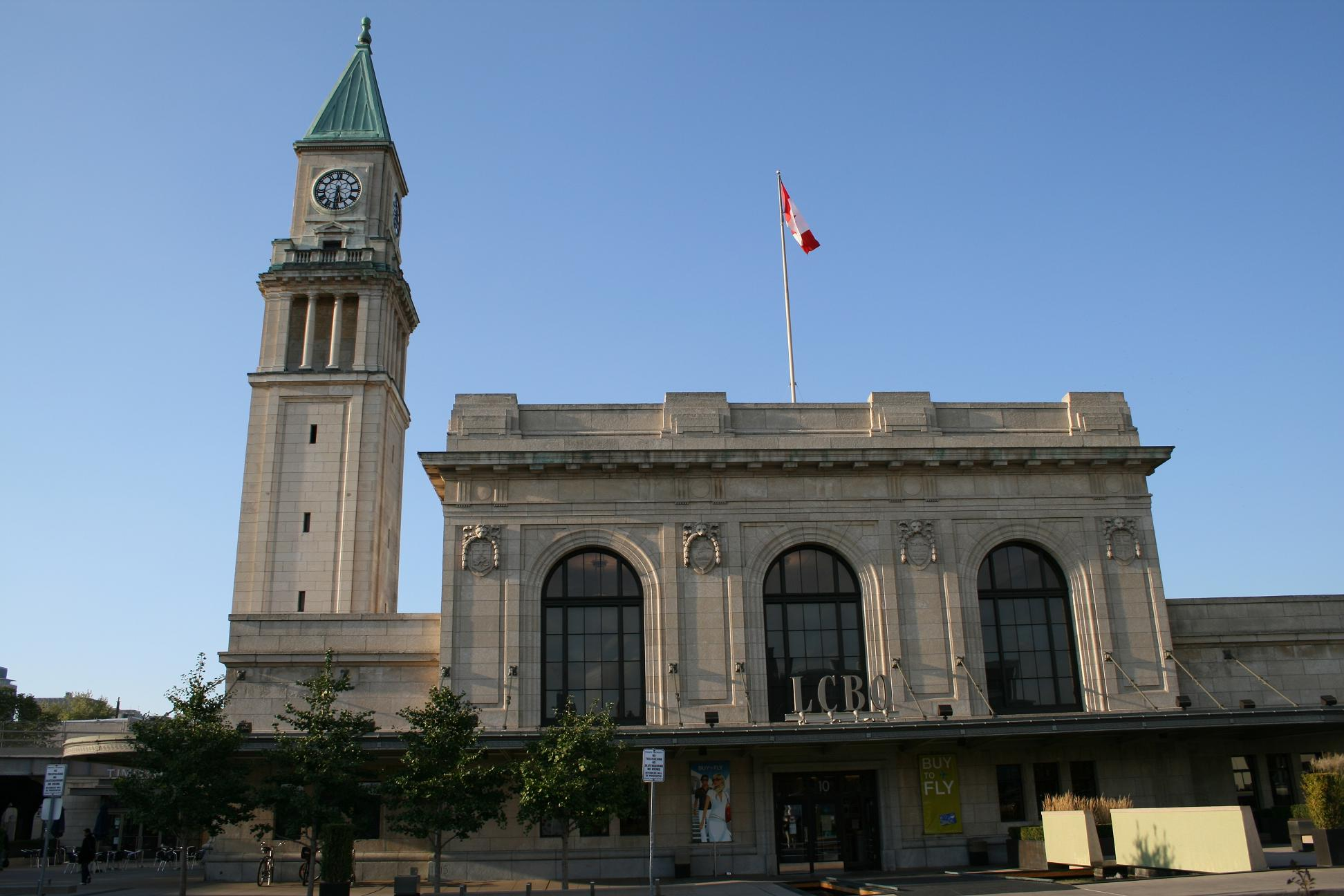
Tour de l'horloge de la gare de North Toronto, Toronto, (Canada).
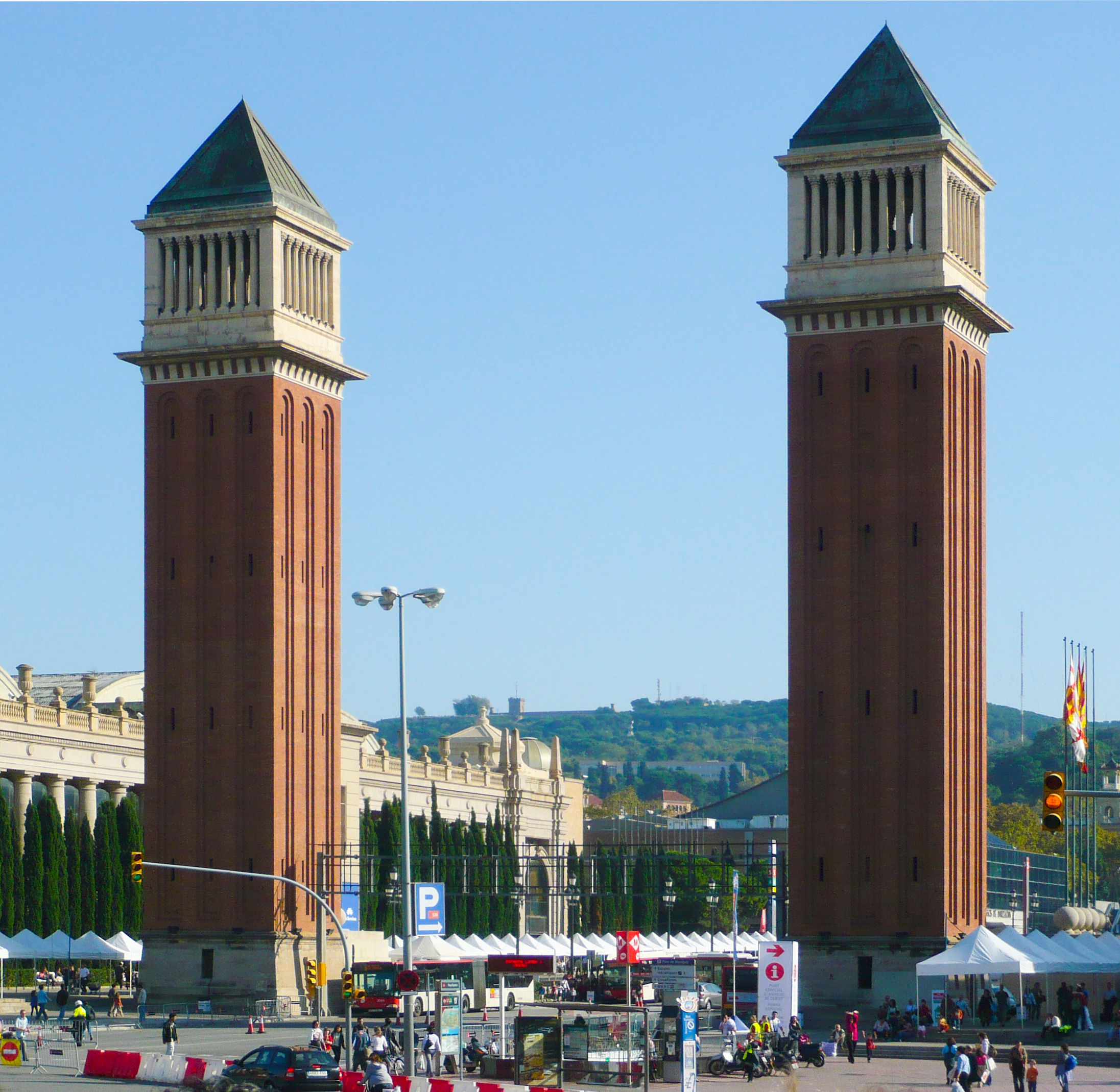
Tours vénitiennes, Barcelone (Espagne).
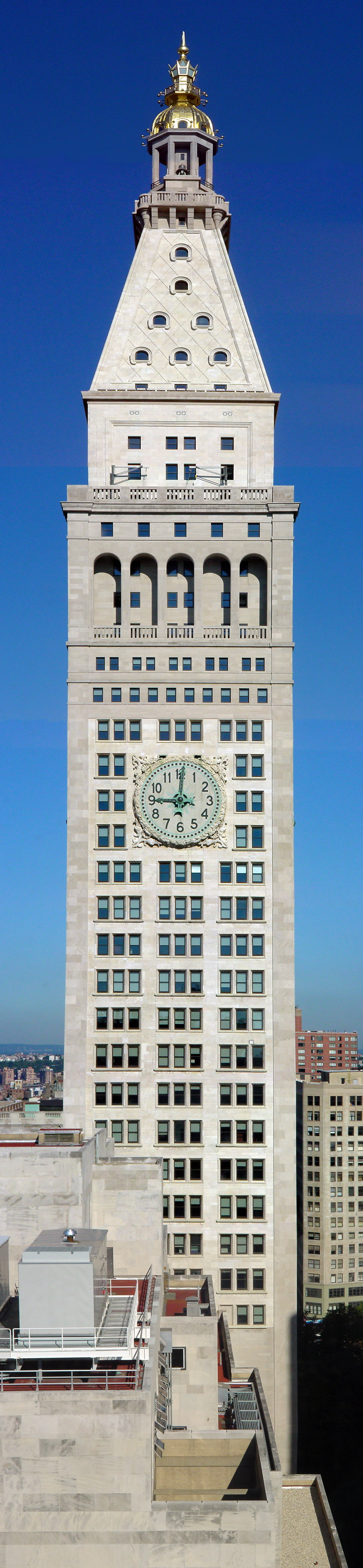
Metropolitan Life Tower (New York).
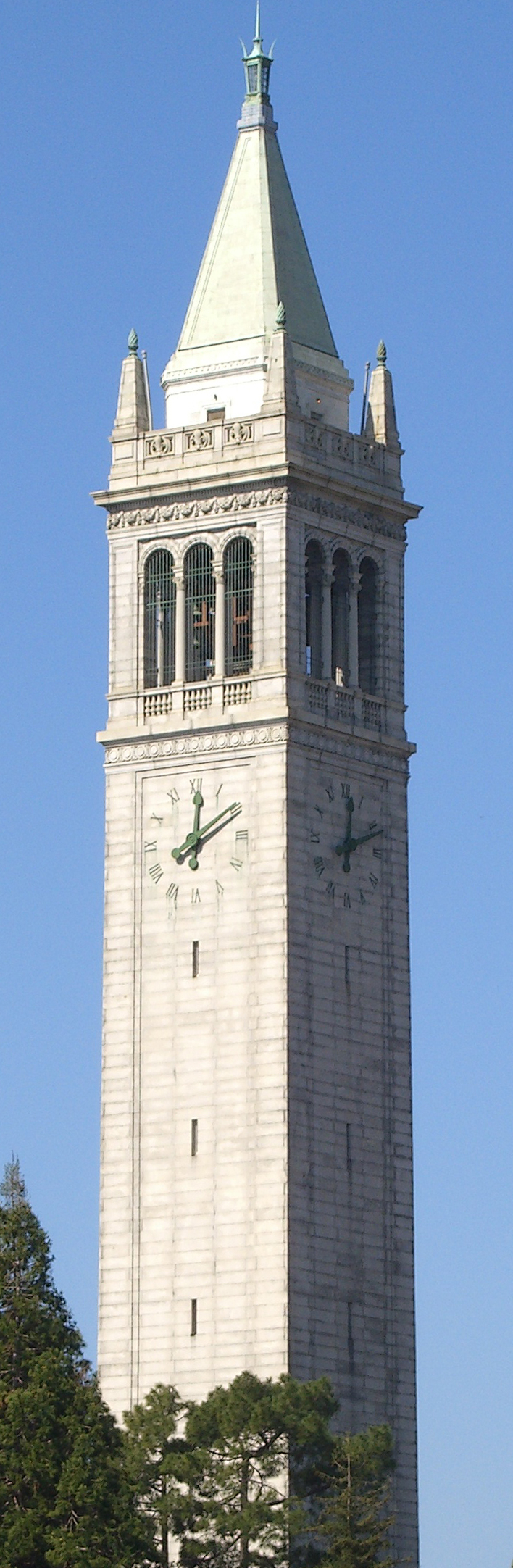
Sather Tower à Berkeley (Californie).
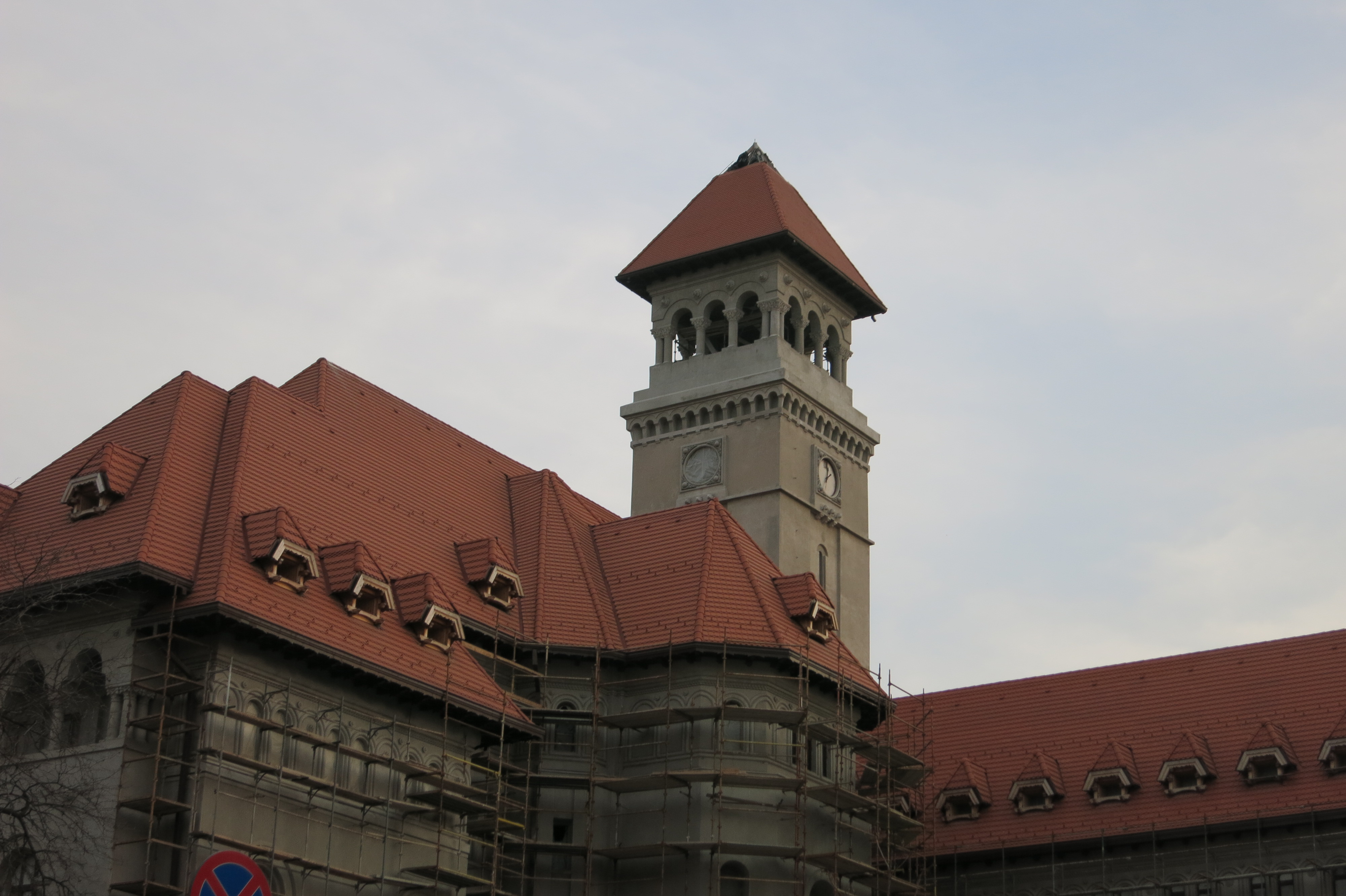
Hôtel de ville du premier secteur de Bucarest (Roumanie).
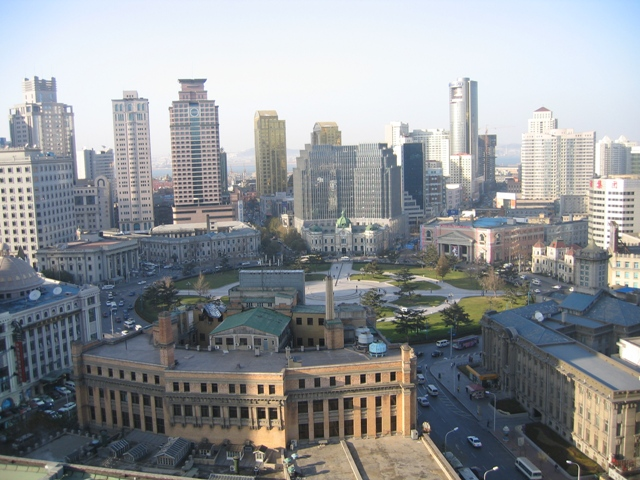
Parc touristique de Zhongshan, Dalian (Chine).

## Les vestiges du campanile en 1902
À la suite de l'effondrement du campanile le 14 juillet 1902, une importante quantité de briques a été immergée au large de la lagune en mer Adriatique devant l'ancien hôpital Ospedale al Mare sur le Lido. Au fur et à mesure des multiples tempêtes et des marées, les vestiges réapparaissent régulièrement sur la plage au nord du Lido. Cela a été encore le cas lors des fortes tempêtes de début janvier 2021 : une importante partie du passé est revenue à la surface, ainsi que d'autres vestiges plus anciens.
Au fil des ans, de nombreuses briques récupérées sont devenues de véritables œuvres d'art. Parmi les pionniers de la réutilisation, le sculpteur vénitien Giorgio Bortoli, avec ses nombreuses œuvres réalisées en mélangeant différents matériaux, dont une qui s'est retrouvée entre les mains de Woody Allen en 2004 et une autre en 1999, intitulée NycVe Torre di Luce, pour sa maison, « un clocher de Saint-Marc tout en verre et rempli de briques originales trouvées sur le Lido ».

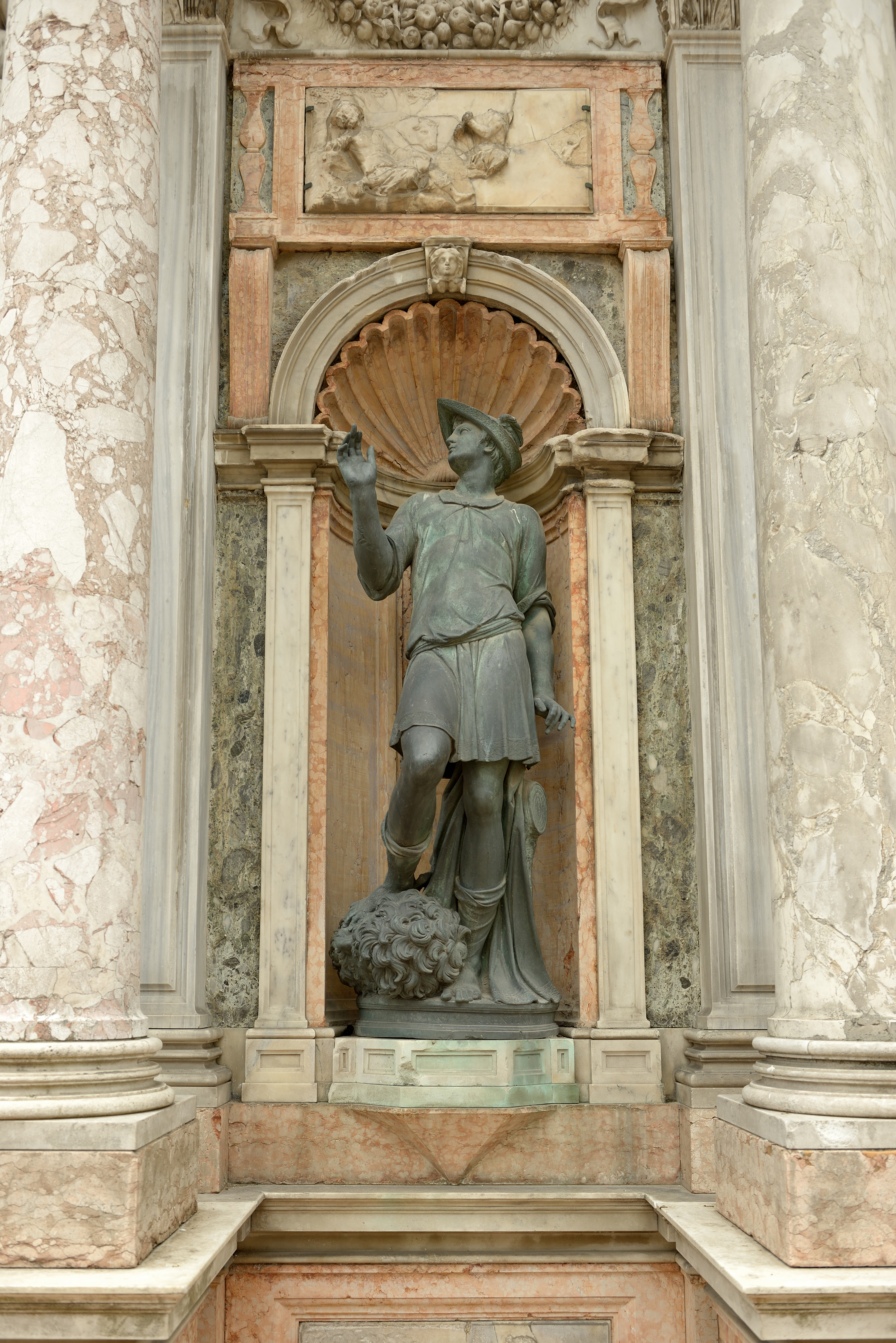
Logetta de Sansovino, statue de Mercure.

Le Lido Oro Benon, association pour la mise en valeur du patrimoine du Lido,, a exprimé le souhait que les anciens souvenirs romains, byzantins et carolingiens contenus dans les décombres du clocher fassent partie des thèmes culturels à mettre en valeur à l'occasion de l'anniversaire Venise 1600 (421-2021) de la fondation de la ville. L'écrivain vénitien Alberto Toso Fei a souhaité qu'une exposition des trouvailles historiques soit faite comme celle qui a été réalisée en 2012 pour le centenaire de la reconstruction du clocher. Parmi les divers vestiges anciens retrouvés :
- la statue en bronze de Jacopo Sansovino représentant Mercure avec le bras droit cassé, sans les quatre doigts de la main droite.
- un fragment d'un calice en verre de Murano (vers 1500), avec des décorations en émail polychrome représentant des motifs allégoriques d'animaux et de plantes[Note 7].